# Laokoon

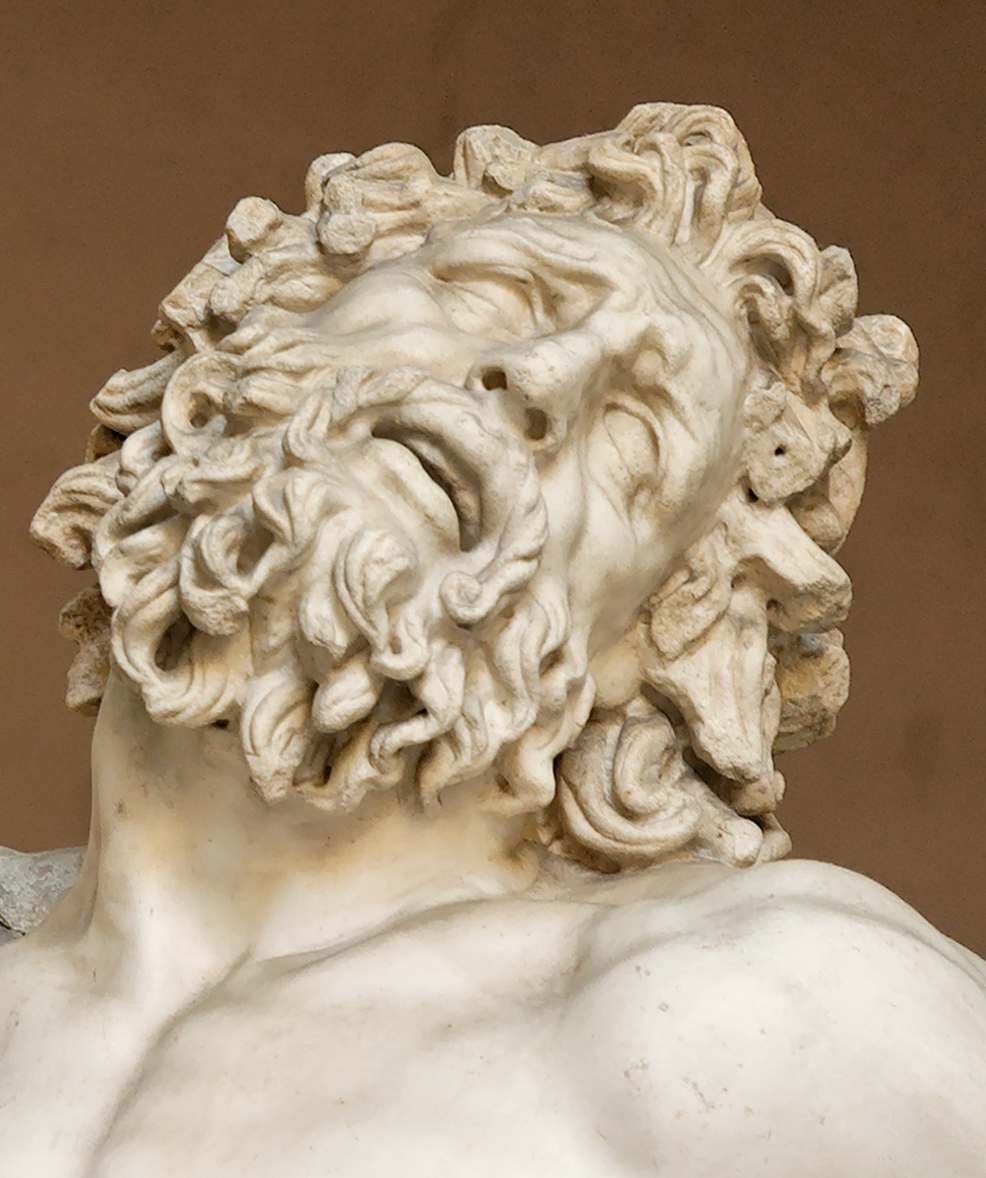
Künstlerische Darstellung von Laokoon (Detail der Laokoon-Gruppe)

Laokoon (altgriechisch Λαοκόων Laokóōn [laːokǒɔːn]) war in der griechischen und römischen Mythologie ein trojanischer Priester des Apollon Thymbraios oder des Poseidon. Namentlich zuerst erwähnt wurde er bei Arktinos von Milet in der Iliu persis (7. Jahrhundert v. Chr.), dessen Werk aber größtenteils verloren ist. Spätere Autoren der griechischen und der lateinischen Literatur erwähnen bei ihren Darstellungen des Trojanischen Krieges Laokoons Handlungen, variieren ihre Darstellungen dabei jedoch stark.
Zunächst erzählen griechische Autoren, deren Texte nur fragmentarisch oder in Zusammenfassungen überliefert sind, dass Laokoon und seine Frau im Tempel des Apollon Thymbraios einander liebten und sich damit den Zorn des Gottes zuzogen. Zwei Schlangen, die der Gott daraufhin aussandte, töteten dann entweder Laokoon mitsamt einem Sohn oder nur seine beiden Söhne am Altar des Apollon Thymbraios in der Stadt Troja. Die erste längere Darstellung des Mythos ist erst in Vergils Aeneis im 1. Jahrhundert v. Chr. überliefert. Darin wird die Geschichte Laokoons verlagert und mit der des Trojanischen Pferdes verknüpft: Die Griechen gaben vor, Troja zu verlassen und der Stadt zur Ehrung der Götter ein hölzernes Pferd schenken zu wollen, welches in Wirklichkeit jedoch mit griechischen Kämpfern gefüllt war. Laokoon erkannte als einziger den Betrug. Er stieß mit einem Speer auf das Pferd ein; dieser prallte jedoch ab. Daraufhin erschienen zwei von Athene geschickte Schlangen, die Laokoon zusammen mit seinen beiden Söhnen töteten. Die Trojaner meinten darin eine Strafe der Götter für die Entweihung des Geschenkes zu sehen, zogen das hölzerne Pferd in die Stadt und besiegelten damit ihren Untergang.
Auch bildnerische Darstellungen von Laokoon sind aus der Antike nicht viele überliefert. Neben zwei Krateren sind zwei Wandmalereien aus Pompeji und wenige Kontorniat-Medaillons bekannt; ob auch eine spätetruskische Gemme Laokoon darstellt, ist umstritten. Bis zum Ende des lateinischen Mittelalters schwand die Kenntnis des Mythos, und auch die Bildnisse gingen verloren; zu den einzigen künstlerischen Belegen für die Kenntnis der Geschichte zählen Zeichnungen für Manuskripte der Vergilausgaben. Erst der Fund der Laokoon-Gruppe (1506), einer antiken römischen Marmorskulptur aus dem 1. Jahrhundert vor oder nach Chr., die Laokoon und dessen Söhne beim Kampf mit Schlangen zeigt, führte zu vermehrten Darstellungen der Sage. Anhand dieser Gruppe entwickelte sich vor allem im 17. und 18. Jahrhundert eine allgemeine Debatte über die griechische Kunst. Die Interpretation des Laokoonmythos in der Fachwissenschaft ist äußerst umstritten, der Fokus liegt dabei auf den Darstellungen bei Vergil, Petron und Quintus von Smyrna.

## Person
Der Name Laokoon ist zusammengesetzt aus λαός laós [laːǒs], deutsch ‚(Fuß)volk; Leute, Krieger‘, und κοέειν koéein [koěein], deutsch ‚vernehmen, verstehen‘. Er bedeute demzufolge „der auf das Volk achtet“.
Laokoon galt als Sohn des Antenor oder Kapys/Acoetes, Bruder des Anchises und Onkel des Aeneas. Damit ist er mit dem trojanischen Königshaus verwandt. Laut Hyginus Mythographus, Fabulae 135 hatte Apollon Laokoon untersagt, zu heiraten und Kinder zu bekommen; er ging dennoch eine Ehe mit Antiope ein und zeugte mit ihr Kinder. Über die Namen seiner Söhne waren sich antike Autoren allerdings uneinig: Der spätantike Kommentator Maurus Servius Honoratius gibt an, dass der sonst unbekannte Autor Thessandrus sie Ethron/Aethion und Melanthus nannte; Hyginus Mythographus hingegen gab ihnen die Namen Antiphates und Thymbraios/Thymbraeus.
Im Laufe seines Lebens wurde Laokoon entweder zu einem Priester des Apollon Thymbraios (nach dem dann auch Laokoons Sohn genannt wurde) oder des Meeresgottes Poseidon/Neptun geweiht. Diese uneindeutige Zuordnung führt Servius auf die Darstellung des Mythos bei Euphorion zurück (siehe unten).
| \| \| \| \| \| \| \| \| \| ? \| ? \| ? \| ? \| ? \| ? \| \| \| Antenor oder Kapys/Acoetes \| Antenor oder Kapys/Acoetes \| Antenor oder Kapys/Acoetes \| Antenor oder Kapys/Acoetes \| Antenor oder Kapys/Acoetes \| Antenor oder Kapys/Acoetes \| \| \| \| \| \| \| \| \| \| \| \| \| \| \| \| \| \| ? \| ? \| ? \| ? \| ? \| ? \| \| \| Antenor oder Kapys/Acoetes \| Antenor oder Kapys/Acoetes \| Antenor oder Kapys/Acoetes \| Antenor oder Kapys/Acoetes \| Antenor oder Kapys/Acoetes \| Antenor oder Kapys/Acoetes \| \| \| \| \| \| \| \| \| \| \| \| \| \| \| \| \| \| \| \| \| \| \| \| \| \| \| \| \| \| \| \| \| \| \| \| \| \| \| \| \| \| \| \| \| \| \| \| \| \| \| \| \| \| \| \| \| \| \| \| \| \| \| \| \| \| \| \| \| \| \| \| Antiope \| Antiope \| Antiope \| Antiope \| Antiope \| Antiope \| \| \| Laokoon \| Laokoon \| Laokoon \| Laokoon \| Laokoon \| Laokoon \| \| \| Anchises \| Anchises \| Anchises \| Anchises \| Anchises \| Anchises \| \| \| Aphrodite \| Aphrodite \| Aphrodite \| Aphrodite \| Aphrodite \| Aphrodite \| \| Antiope \| Antiope \| Antiope \| Antiope \| Antiope \| Antiope \| \| \| Laokoon \| Laokoon \| Laokoon \| Laokoon \| Laokoon \| Laokoon \| \| \| Anchises \| Anchises \| Anchises \| Anchises \| Anchises \| Anchises \| \| \| Aphrodite \| Aphrodite \| Aphrodite \| Aphrodite \| Aphrodite \| Aphrodite \| \| \| \| \| \| \| \| \| \| \| \| \| \| \| \| \| \| \| \| \| \| \| \| \| \| \| \| \| \| \| \| \| \| \| \| \| \| \| \| \| \| \| \| \| \| \| \| \| \| \| \| \| \| \| \| \| \| \| \| \| \| \| \| Ethron oder Antiphas \| Ethron oder Antiphas \| Ethron oder Antiphas \| Ethron oder Antiphas \| Ethron oder Antiphas \| Ethron oder Antiphas \| \| \| Melanthus oder Thymbraeus \| Melanthus oder Thymbraeus \| Melanthus oder Thymbraeus \| Melanthus oder Thymbraeus \| Melanthus oder Thymbraeus \| Melanthus oder Thymbraeus \| \| \| \| \| \| \| Aeneas \| Aeneas \| Aeneas \| Aeneas \| Aeneas \| Aeneas \| \| \| \| \| | Laokoons Söhne kurz vor ihrem Tod. Ausschnitt aus der Laokoon-Gruppe. |                      |                      |                      |                      |  |  |                           |                           |                           |                           |                           |                           |  |  |                            |                            |                            |                            |                            |                            |        |        |           |           |           |           |           |           |
| |                                                                       |                      |                      |                      |                      |  |  | ?                         | ?                         | ?                         | ?                         | ?                         | ?                         |  |  | Antenor oder Kapys/Acoetes | Antenor oder Kapys/Acoetes | Antenor oder Kapys/Acoetes | Antenor oder Kapys/Acoetes | Antenor oder Kapys/Acoetes | Antenor oder Kapys/Acoetes |        |        |           |           |           |           |           |           |
| |                                                                       |                      |                      |                      |                      |  |  | ?                         | ?                         | ?                         | ?                         | ?                         | ?                         |  |  | Antenor oder Kapys/Acoetes | Antenor oder Kapys/Acoetes | Antenor oder Kapys/Acoetes | Antenor oder Kapys/Acoetes | Antenor oder Kapys/Acoetes | Antenor oder Kapys/Acoetes |        |        |           |           |           |           |           |           |
| |                                                                       |                      |                      |                      |                      |  |  |                           |                           |                           |                           |                           |                           |  |  |                            |                            |                            |                            |                            |                            |        |        |           |           |           |           |           |           |
| |                                                                       |                      |                      |                      |                      |  |  |                           |                           |                           |                           |                           |                           |  |  |                            |                            |                            |                            |                            |                            |        |        |           |           |           |           |           |           |
| Antiope | Antiope                                                               | Antiope              | Antiope              | Antiope              | Antiope              |  |  | Laokoon                   | Laokoon                   | Laokoon                   | Laokoon                   | Laokoon                   | Laokoon                   |  |  | Anchises                   | Anchises                   | Anchises                   | Anchises                   | Anchises                   | Anchises                   |        |        | Aphrodite | Aphrodite | Aphrodite | Aphrodite | Aphrodite | Aphrodite |
| Antiope | Antiope                                                               | Antiope              | Antiope              | Antiope              | Antiope              |  |  | Laokoon                   | Laokoon                   | Laokoon                   | Laokoon                   | Laokoon                   | Laokoon                   |  |  | Anchises                   | Anchises                   | Anchises                   | Anchises                   | Anchises                   | Anchises                   |        |        | Aphrodite | Aphrodite | Aphrodite | Aphrodite | Aphrodite | Aphrodite |
| |                                                                       |                      |                      |                      |                      |  |  |                           |                           |                           |                           |                           |                           |  |  |                            |                            |                            |                            |                            |                            |        |        |           |           |           |           |           |           |
| |                                                                       |                      |                      |                      |                      |  |  |                           |                           |                           |                           |                           |                           |  |  |                            |                            |                            |                            |                            |                            |        |        |           |           |           |           |           |           |
| Ethron oder Antiphas | Ethron oder Antiphas                                                  | Ethron oder Antiphas | Ethron oder Antiphas | Ethron oder Antiphas | Ethron oder Antiphas |  |  | Melanthus oder Thymbraeus | Melanthus oder Thymbraeus | Melanthus oder Thymbraeus | Melanthus oder Thymbraeus | Melanthus oder Thymbraeus | Melanthus oder Thymbraeus |  |  |                            |                            |                            |                            | Aeneas                     | Aeneas                     | Aeneas | Aeneas | Aeneas    | Aeneas    |           |           |           |           |

## Rahmenhandlung

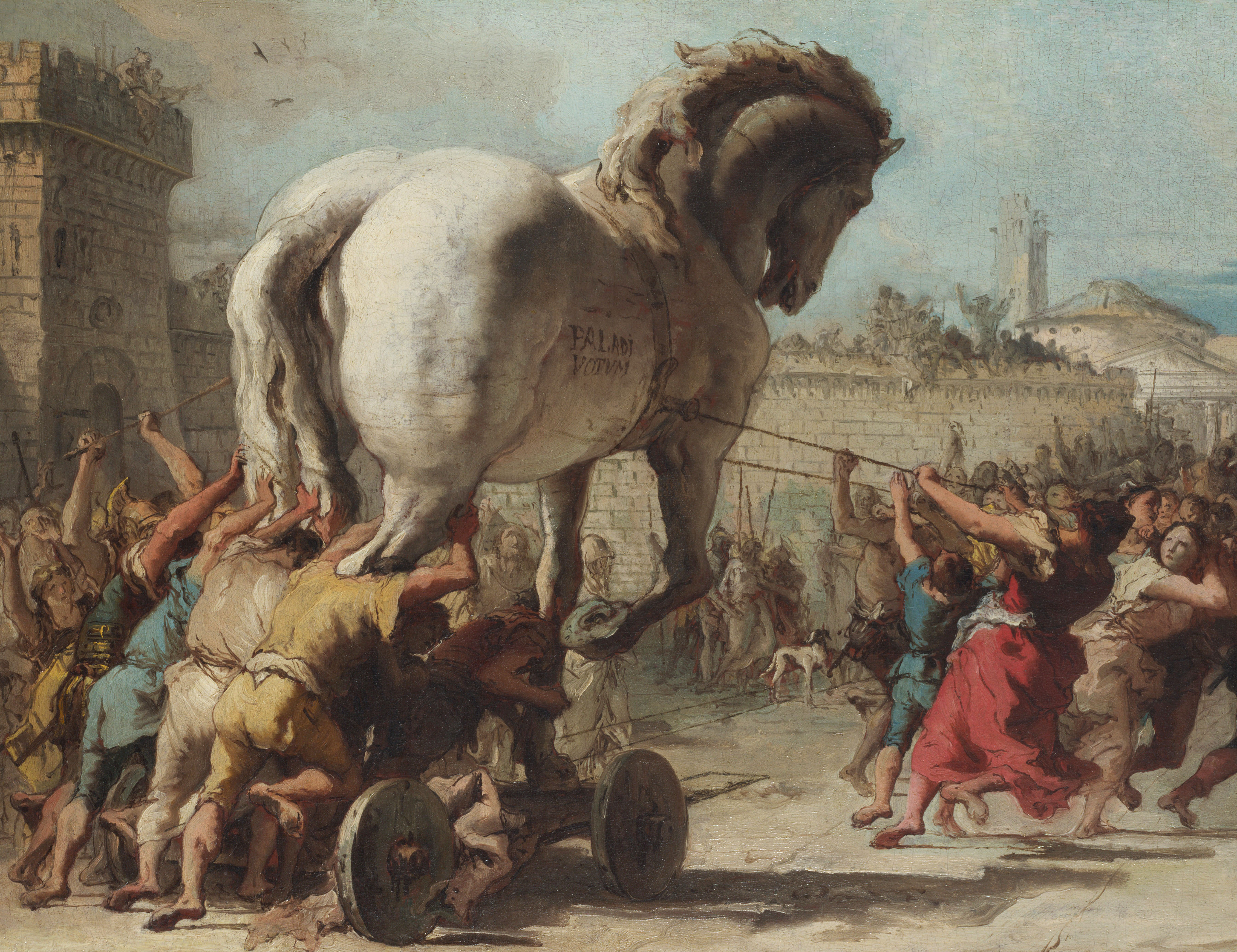
Die Prozession des Trojanischen Pferdes nach Troja, Detail, Giovanni Domenico Tiepolo, 18. Jahrhundert

Der Mythos um die Eroberung der Stadt Ilios wurde von mehreren griechischen und lateinischen Autoren geprägt. Schon in der Homer zugeschriebenen Odyssee (7. Jahrhundert v. Chr.) wird der Mythos erwähnt, allerdings ohne eine Beteiligung des Laokoon zu erwähnen. Später sind es vor allem Autoren wie Quintus von Smyrna (3. Jahrhundert n. Chr.) mit den Posthomerica in griechischer und Vergil mit der Aeneis (1. Jahrhundert v. Chr.) in lateinischer Sprache, die dies ausbauen. Daraus ergibt sich für die Geschehnisse um Laokoons Handlungen ungefähr folgender Ablauf:
Nachdem der Trojanische Krieg zehn Jahre lang erfolglos geführt worden war, ersannen laut Homer die Achaier – laut Quintus nach einer Weissagung des Sehers Kalchas ausschließlich Odysseus – eine List, um Ilios doch noch zu erobern: Der beste Baumeister der Achaier, Epeios, solle ein hölzernes Pferd entwerfen. Es ist wegen der Region um die Stadt Ilios („Troja“) als „Trojanisches Pferd“ bekannt. Die nötigen Anweisungen für den dreitägigen Bau soll ihm Quintus zufolge Athene in einem Traum vermittelt haben. Die Achaier müssten zunächst ihr Lager niederbrennen und das Verlassen des Kampffeldes vortäuschen. Die stärksten Krieger hingegen sollten im Bauch des Pferdes in die Stadt Ilios gelangen und nachts heimlich aus ihm herausklettern. Mittels eines Leuchtzeichens sollten sie den übrigen Achaiern das Signal zum Stürmen der Festung geben und ihnen schließlich dafür die Tore öffnen. Also fuhr die Mehrzahl der Achaier zur Insel Tenedos außerhalb der Sichtweite der Trojaner. Ein einziger Mann sollte zurückbleiben, um den Trojanern das Pferd als Ersatz für das gestohlene Athenebildnis (Palladion) zu übergeben. Nur Sinon war mutig genug, diesen Plan auszuführen. Er teilte den Trojanern den angeblichen Grund für das Ersatzgeschenk mit und gab vor, dass die Achaier ihn für eine gute Rückfahrt hätten opfern wollen, er aber geflohen sei, sich an die Füße des Pferdes geklammert und damit in den Schutz Athenes begeben habe.
Die Trojaner waren zunächst – je nach Fassung vor oder nach Sinons Rede – unschlüssig, ob sie das hölzerne Pferd verbrennen, aufschlitzen, die Klippe hinunterwerfen oder als Weihgeschenk zur Besänftigung und Freude der Götter nach Ilios ziehen sollten. Nach mancher Darstellung der Laokoongeschichte hätten sich die Trojaner unabhängig von Laokoons Auftreten für letzteres entschieden. In anderen Fassungen folgt auf Sinons Rede die Geschichte Laokoons, die mit seiner Bestrafung durch die Tötung eines oder mehrerer seiner Kinder oder auch durch seinen eigenen Tod endet. Kassandra weissagte je nach Mythos entweder vor oder nach diesen Toden, dass nun Ilios’ Ende bevorstünde; die Trojaner aber ignorierten diese Warnung. Kassandra ergriff daraufhin laut Quintus eine Fackel und eine Doppelaxt, um den Betrug im Pferd aufzudecken, doch sie wurde von ihren Landsleuten daran gehindert und floh – zur stillen Freude der Achaier im Pferd. Nachts konnten die Achaier dieses verlassen und die Trojaner letztendlich wie geplant vernichten.

## Antiker Laokoonmythos

### Arktinos von Milet
Zuerst wird Laokoon in dem frühgriechischen Epos Iliu persis erwähnt, das Arktinos von Milet (7. Jahrhundert v. Chr.) zugeschrieben wird und nur fragmentarisch erhalten ist. Nach einer von dem spätantiken Gelehrten Proklos überlieferten Zusammenfassung des Epos entscheiden sich die Trojaner zunächst, das Pferd nicht von einer Klippe hinabzustürzen oder zu verbrennen, sondern Athene zu weihen. Während der Siegesfeier kommen zwei Schlangen und töten Laokoon und einen seiner beiden Söhne. Dies interpretiert der Trojaner Aineias als schlechtes Omen und flieht zum Berg Ida; Sinon öffnet währenddessen den Griechen, die nicht aus dem Rumpf des Pferdes, sondern aus Tenedos zum Kampf herbeikommen, die Tore. (Arktinos von Milet, Epicorum Graecorum Fragmenta 62,11 = Proklos, Chrestomatia 239–251 Severyns, Ἰλίου περσίδος β̄ Ἀρκτίνου.)
Der Philologe Clemens Zintzen sieht im Schlangenangriff auf Laokoon eine Bestrafung für dessen Warnung vor dem Trojanischen Pferd. Vor Arktinos’ Darstellung hatte Kassandra diese ausgesprochen. Carl Robert erkennt in dem Tod nur eines der beiden Söhne Laokoons bei Arktinos einen Hinweis auf das trojanische Königsgeschlecht, da das Geschlecht des Priamos zwar ausgelöscht, das des Anchises aber durch Aineias’ Flucht gerettet wird. Dieser werde durch den Tod der beiden Personen vor dem Trojanischen Pferd gewarnt. Eine vorangegangene Schuld Laokoons, wie dies teilweise in späteren Fassungen thematisiert wird, sei für diese Deutung nicht nötig. Die Anzahl der Schlangen leitet Robert von den zwei Königsgeschlechtern ab; ganz anders die Wissenschaftler Bodoh, Knox, Putnam und Salanitro, die, einer Anmerkung des antiken Grammatikers Tiberius Claudius Donatus zu Vers 203 des zweiten Buches der Aeneis folgend, in den Schlangen die Atriden Agamemnon und Menelaos verkörpert sehen. Donatus hatte allerdings nur vorgeschlagen, die Zwillingsschlangen mit den Griechen bei Tenedos gleichzusetzen. Der Klassische Philologe Heinz-Günther Nesselrath schließlich vermutet, dass Pseudo-Apollodors Darstellung der Laokoonsage mit der des Arktinos verwandt sei, und postuliert damit auch für Arktinos’ Fassung einen Speerstoß von Laokoon gegen das Trojanische Pferd, also eine Verschuldung Laokoons.

### Bakchylides
Maurus Servius Honoratius (4. Jahrhundert n. Chr.) erwähnt in seinem Kommentar zu Vergils Aeneis, dass der Dichter Bakchylides (5. Jahrhundert v. Chr.) wohl einen Dithyrambos über Laokoon und dessen Frau sowie über Schlangen, die aus Kalydna kamen und sich in Menschen verwandelten, gedichtet habe. Bakchylides scheine, so der Klassische Philologe Erich Bethe, damit die Laokoongeschichte von Arktinos’ Fassung losgelöst zu haben. Seine Kollegen Foerster und Zintzen vermuteten daraufhin, dass im Dithyrambos schon auf Laokoons Missachtung von Apollons Keuschheitsgebot angespielt worden sei. (Bakchylides, Fragment 9 Maehler)

### Sophokles

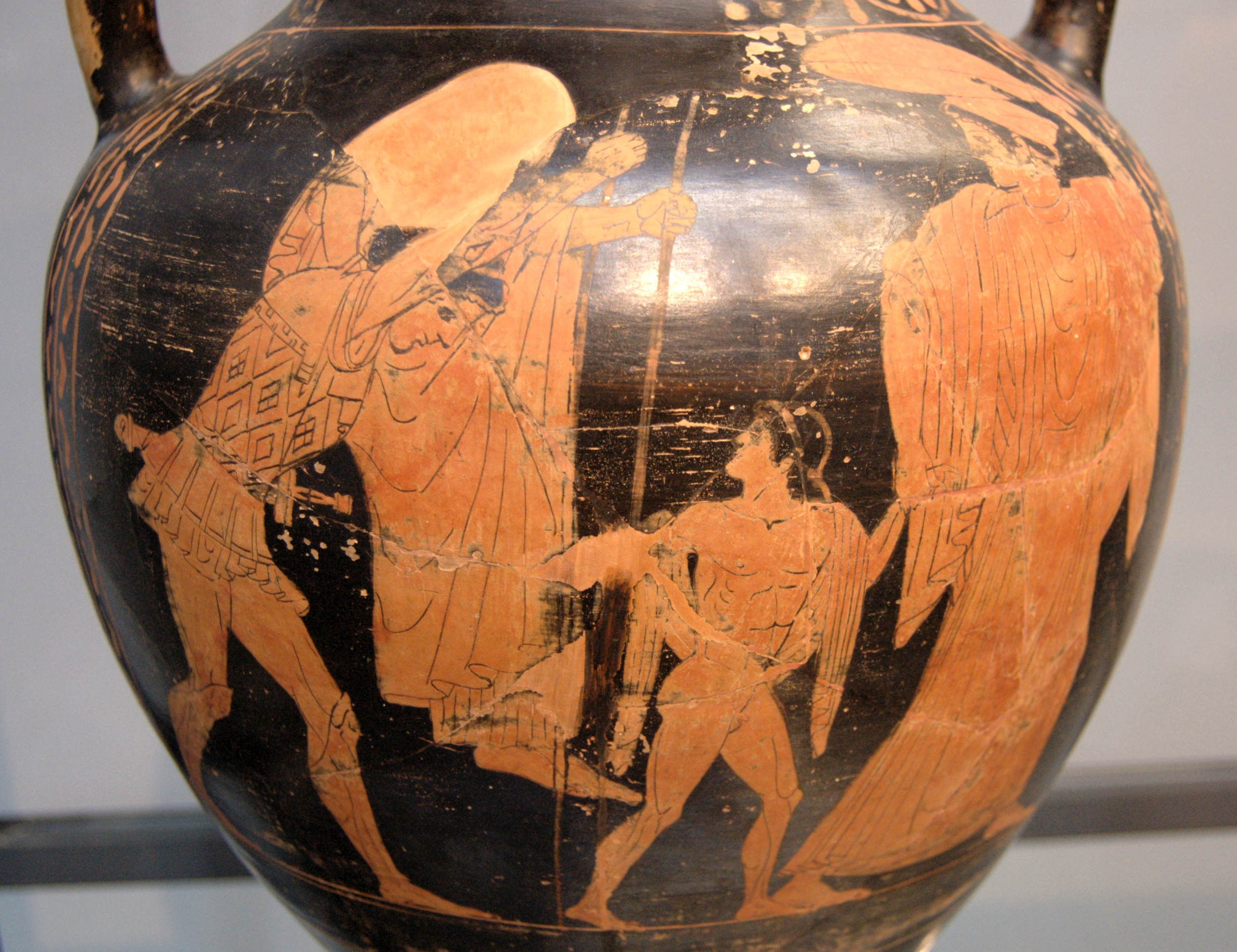
Aeneas trägt Anchises, mit Askanios und seiner Ehefrau. Amphora aus einer griechischen Werkstatt in Etrurien, um 470 v. Chr., Staatliche Antikensammlungen.

Eine griechische Tragödie namens Laokoon, die Sophokles im 5. Jahrhundert v. Chr. schrieb, ist bis auf wenige Fragmente verloren. An einer der überlieferten Stellen der Tragödie brennt ein Apollonaltar, der Myrrhenrauch verströmt; an einer anderen wird Poseidon erwähnt, der die Klippen der Ägäis bewohnt und die blauen Meere beherrscht. Schließlich erwähnt eine Person die Ankunft von Aineias, was in der Forschung einem Boten zugeschrieben wird. (Sophokles, Fragment 370–377)
Dionysios von Halikarnassos (1. Jahrhundert v. Chr.) sieht bei der Deutung der Stelle in seinen Antiquitates Romanae in den Geschehnissen um Laokoons Söhne mit ihrem oder ohne ihren Vater ein Zeichen für den Untergang Trojas, das Wort Λαοκοωντίδας Laokoōntídas, deutsch ‚die Laokoontiden‘, lässt beide Interpretationen zu. Er erwähnt zudem, dass Aineias (zusammen mit seinem Hausstand und einer Menge Phryger [Trojaner]) wie schon bei Arktinos zum Berg Ida gegangen sei; allerdings habe bei Sophokles dessen Vater Anchises ihn dazu aufgefordert – Laokoons Tod war nur eine ergänzende Warnung. Anchises war von Zeus’ Blitz niedergestreckt worden und wurde nun von Aineias auf den Schultern weggetragen. In der Forschung des späten 19. Jahrhunderts gab es einen Streit zwischen Carl Robert, der den Begriff Λαοκοωντίδας bei Dionysos als „die beiden Laokoonsöhne“ deutete und die Tragödie damit der Darstellung des Bakchylides anschloss, und Richard Foerster, der dieses Wort als „Laokoon und Söhne“ und damit als Weiterführung der Arktinos-Geschichte deutete. Zum gleichen Ergebnis wie Robert kommt Erika Simon bei der Interpretation im 20. Jahrhundert gefundener Vasen (siehe Abschnitt „Rezeption“). Verschiedene Wissenschaftler versuchten aus den späteren Laokoonepisoden bei Vergil, Euphorion und Hygin einen möglichen Handlungsablauf von Sophokles’ Tragödie zu rekonstruieren. Dies ist laut den Klassischen Philologen Hermann Kleinknecht und Heinz-Günther Nesselrath für die beiden letztgenannten Autoren allerdings nicht legitim, da der dort beschriebene Beischlaf Laokoons mit seiner Frau Antiope keine typisch tragische Verfehlung (Hamartie), sondern ein echtes religiöses Verbrechen sei.
Maurus Servius Honoratius berichtet zudem, dass Sophokles die Namen der Schlangen angegeben habe – dies ist der erste Beleg für die Benennung der Schlangen. Friedrich Gottlieb Welcker und Horst Althaus sehen in der Benennung der Schlangen bei Sophokles einen Bezug zu Bakchylides, dem Robert, Engelmann/Höfer, Pearson und Foerster aufgrund der Darstellungen bei Pseudo-Apollodor beziehungsweise Johannes Tzetzes widersprechen. Engelmann/Höfer bezweifeln sogar, dass Sophokles wirklich die Namen genannt hat.

### Euphorion
Der antike Autor Maurus Servius Honoratius gibt in seinem Kommentar zu Vergils Aeneis an, dass Euphorion (3. Jahrhundert v. Chr.) in seiner Tragödie über Laokoon geschrieben habe, ein Priester des Neptun sei gesteinigt worden, weil er die Ankunft der Griechen nicht durch Opfer verhindert hatte. Nach der Abfahrt der Griechen hätten die Trojaner dem Gott Neptun opfern wollen, damit er den Griechen die Heimfahrt erschwere. Weil jedoch der reguläre Priester fehlte, losten sie. Das Los fiel auf Laokoon, den Priester des Apollon Thymbraios, der im Apollontempel vor dessen Kultbild mit seiner Frau Antiope geschlafen hatte. Zur Strafe wurden dann er und seine Söhne getötet. Laut Servius wurde diese Geschichte aber von den Dichtern beschönigt, um Troja von einer Schuld freizusprechen. (Euphorion, Fragment 70 Powell = 75 von Groningen = 80 Scheidweiler)
Da keine direkten Aussagen Euphorions überliefert sind, schwankt die Forschung in der Interpretation dieser Darstellung bei Servius. Carl Robert sieht aufgrund der von Servius erwähnten Verlagerung des Handlungsortes von der Stadt ans Meer einen für die antike griechische Tragödie untypischen kompositorischen Zwang und wirft dem Kommentator eine nachträgliche Verfälschung des Stoffes vor, um die Szenerie bei Vergil erklären zu können. Dem widersprechen Foerster, Adolf Furtwängler, Ehwald, Gerhard Schott, Horst Althaus und Nesselrath, da sonst Servius’ Kommentar nicht erklärt werden könne und Euphorion solche untypischen Veränderungen wohl häufiger vornahm. Euphorion könne damit Quelle für Vergil sein, seine eigenen Quellen seien aber ungewiss: Robert findet Argumente für und gegen einen Einfluss von Sophokles, Clemens Zintzen sieht Anspielungen auf Bakchylides. In Herbert Steinmeyers Interpretation hat nicht Euphorion, sondern erst Vergil den Ort der Handlung verlegt. Für Schott hingegen sind Euphorions und Hygins Texte miteinander in verschiedenen Punkten verwandt, so auch im Handlungsort, dem Strand.

### Nikandros aus Kolophon
In einem Fragment der Oxyrhynchus-Papyri, das Nikandros aus Kolophon (2. Jahrhundert v. Chr.) zugeschrieben wird, entsendet Apollon von den Kalydnainseln zwar die beiden Seeschlangen, die Nikander mit den Namen Porkes und Chariboia bezeichnet, nachdem sie vom thymbräischen Meer genährt wurden. Diese verschlingen allerdings nur einen Sohn Laokoons, und dies über Altären. Da im Kontext auch Laomedons Vergehen an Poseidon und Apollon erwähnt wird, vermutet Nesselrath, dass dessen Halbgroßneffe Laokoon ebenfalls deswegen bestraft wurde. (Nikandros aus Kolophon, Fragment 562. In: Tragica Adespota Fragment 721)

### Vergil
In der lateinischen Literatur wird der Mythos um Laokoon zum ersten Mal und zugleich am ausführlichsten im zweiten Buch von Vergils Aeneis (1. Jahrhundert v. Chr.) beschrieben. Vergils Fassung war prägend für darauffolgende Darstellungen. Seitdem dominiert in der lateinischen Literatur die Warnung Laokoons, die hier zum ersten Mal überhaupt in Form eines Speerstoßes thematisiert wird, über die vergeblichen Weissagungen Kassandras, der im Gegensatz zu Laokoon laut Mythos so oder so nicht geglaubt werden konnte; auch stirbt hier möglicherweise zum ersten Mal Laokoon mit beiden Söhnen. Quelle für Vergils zweites Aeneisbuch ist laut Macrobius Ambrosius Theodosius, Saturnalia 5,2,4 (5. Jahrhundert n. Chr.) ein verlorenes, nachhellenistisches Großepos von Peisandros von Laranda; wie die Laokoonsage darin gestaltet war, ist nicht bekannt. Die Philologen Alfred Chilton Pearson und Roland Gregory Austin hingegen führen Vergils Fassung auf einen ähnlichen Sophoklestext zurück, Richard Foerster folgt Servius und sieht Euphorion als Hauptquelle für die Laokoongeschichte an.

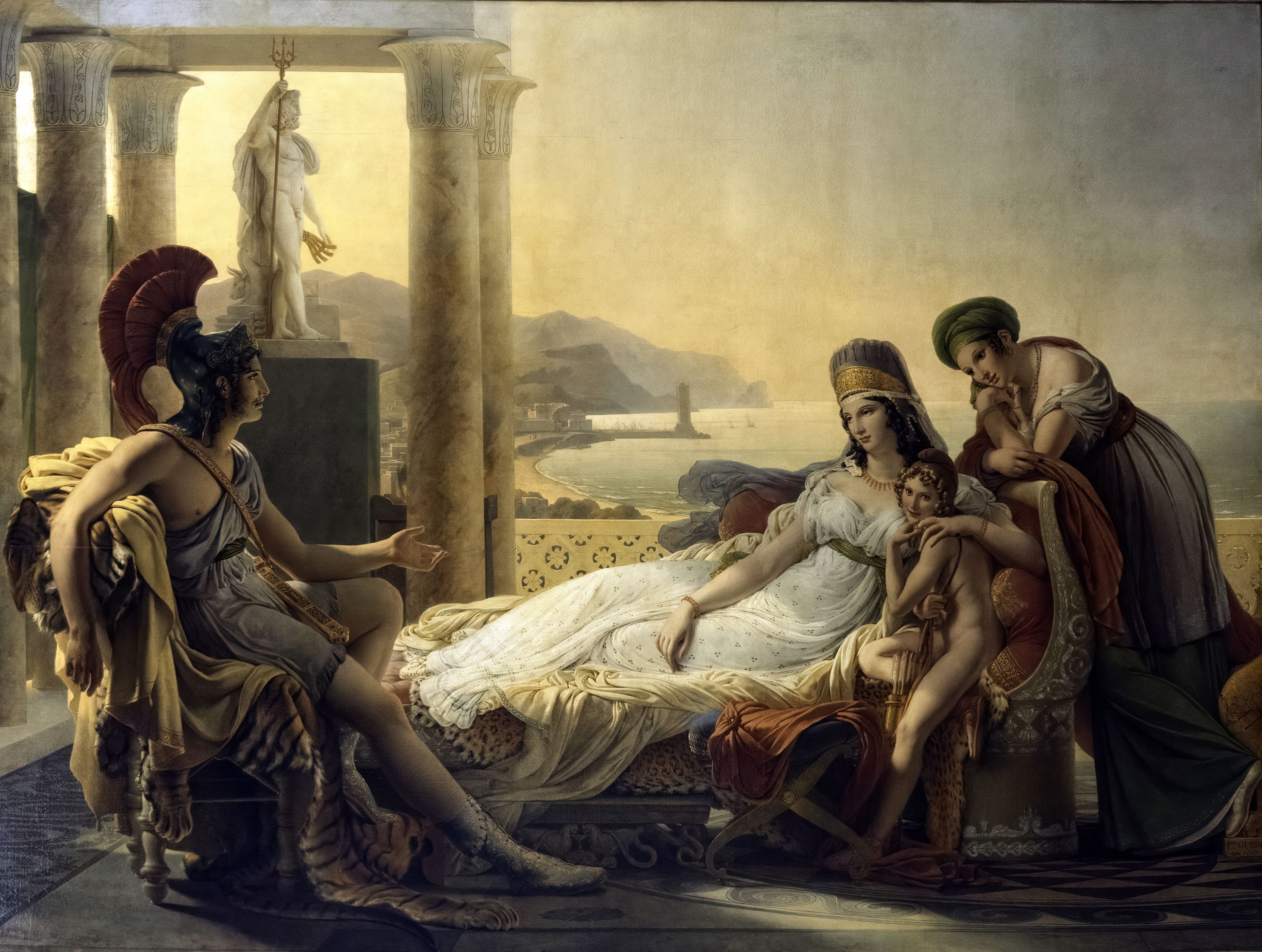
Aeneas erzählt Dido vom Untergang Trojas, Baron Pierre Narcisse Guérin, Öl auf Leinwand, 1815

Der Trojaner Aeneas erzählt der Königin Karthagos, Dido, auf ihren Wunsch hin vom Fall Trojas und seiner anschließenden Irrfahrt nach Karthago. Er beginnt mit dem Bau des Trojanischen Pferdes. Nachdem die Griechen es zurückgelassen haben, beraten die Trojaner, was zu tun sei. Die einen sind dafür, das Pferd in die Stadt zu ziehen, andere wollen es von der Klippe stürzen, verbrennen oder aufschlitzen und durchsuchen. Den entstandenen Tumult löst erst Laokoon auf, der hoch von der Burg kommend seine Mitbürger mit provokanten Fragen ermahnt, das Pferd nicht anzunehmen, da er von den Griechen keine Geschenke erwarte und solche – später sprichwörtlich gewordenen – Danaergeschenke fürchte. Er vermutet Griechen im Rumpf des Pferdes oder einen Spionageakt und erinnert an Odysseus’ Listen. Er bohrte mit voller Kraft eine Lanze in die Hinterseite des Pferdes, so dass dieses in Erschütterung geriet, was die Griechen beinahe enttarnt hätte. (Vergil, Aeneis 2,40–56) Das Schicksal aber lenkt die Trojaner von diesem Geschehen ab, indem es sie den zu deren Trug von den Griechen ausgesetzten Sinon finden lässt. Ihm gelingt es dann, die Trojaner davon zu überzeugen, dass der Krieg nun zu Ende sei.
Als daraufhin Laokoon einen Stier an einem Tempel nahe am Meer opfert, nähern sich von Tenedos her zwei Schlangen dem trojanischen Strand. Erschrocken laufen die Trojaner auseinander, die Schlangen streben jedoch auf Laokoon zu, gelangen zuerst zu dessen Söhnen und vergiften sie oder verschlingen ihre Gliedmaßen. Laokoon nähert sich den Schlangen mit einem Speer, wird von diesen aber zweimal umschlungen und versucht sich zu befreien. Die Schlangen vergiften seine Priesterbinden und entweihen sie, woraufhin Laokoon selbst wie ein schlecht getroffener, fliehender Opferstier laut aufschreit. Ob er dann stirbt oder dieser Schrei seine Entehrung als Priester symbolisieren soll, ist in der Forschung umstritten. Die Schlangen ziehen sich daraufhin in den obersten Tempel und die Burg der Tritonis zurück. Die Trojaner waren überzeugt, dass Laokoon seinen Speerwurf auf das der Minerva geweihte Pferd büßen musste, und bringen das Pferd daraufhin in ihre Stadt. (Vergil, Aeneis 2,199–227)
Forschung
Die fachwissenschaftlichen Interpretationen zur Laokoonepisode bei Vergil sind zahlreich und sehr unterschiedlich. Den ersten einflussreichen modernen Interpretationen durch Gotthold Ephraim Lessing in dessen Werk Laokoon oder über die Grenzen der Mahlerey und Poesie (1766), Friedrich Schiller in Über das Pathetische (1793) und Johann Wolfgang von Goethe in „Über Laokoon“ (1798) setzte Hans Theodor Plüss im Jahre 1884 eine noch heute maßgebliche, ausführliche sprachlich-inhaltliche Erklärung entgegen, ohne dabei Laokoondarstellungen anderer Autoren zu berücksichtigen. Er sah in Vergils Text weder eine Schuld bei Laokoon, noch Erhabenheit in der Darstellung oder eine unverzeihliche Dummheit der Trojaner, sondern eher Besorgnis über den harten Willen der Götter zur Erschreckung des Publikums. Den Zweck sieht er in der einheitlichen Darstellung von Laokoons Schicksal mit dem Ziel der grausamen Durchsetzung des göttlichen Planes, Troja zu zerstören.
Erich Bethe stört sich an einigen Formulierungen in Vergils Text, die nicht in den Kontext der Darstellung passen, so vor allem Sinons hier erstmals belegte, aber nicht zielführende Rede. Möglicherweise habe Vergil vor seinem Tod die Probleme nicht mehr beheben können oder beabsichtigt, die Trojaner nicht völlig auf Sinons Betrug hereinfallen zu lassen, und zugleich den Mythos konservieren wollen. Da Laokoons Handlungen vor Vergil nicht mit dem trojanischen Pferd verknüpft werden, athetiert (entfernt) er daher die Verse 40–56 und 199–233, um die ursprüngliche Geschichte zu rekonstruieren. Ihm folgen einige Interpreten wie Robert, Mackail und Malcolm Campbell.
Richard Heinze wandte sich als erster gegen die Streichung der Verse mit dem Argument, dass eine göttliche Bestätigung des Untergangs zwingend notwendig sei, da in der Aeneis auch sonst nichts ohne eine solche vonstatten gehe und zudem nun die Trojaner auch von Göttern überzeugt wurden. Damit erklärten sich auch andere von Bethe beobachtete Schwierigkeiten wie die Zweiteilung der Laokoonepisode bei Vergil: Sinons Rede solle nicht gegenüber Laokoons Tod verblassen, sondern wird durch diesen umrahmt. Ähnlich Austin, der darauf hinweist, dass ohne dieses übernatürliche Zeichen die Trojaner möglicherweise trotz Sinons Überzeugungsarbeit endlos darüber debattiert hätten, was sie tun sollten. Die Götter hätten ihnen auf grausame Art und Weise die Entscheidung abgenommen. Dem widerspricht jedoch Malcolm Campbell.
Heinzes unitarische Interpretation setzte sich gegenüber der analytischen Deutung Bethes in der Forschung durch, sie wurde durch Klassische Philologen wie Hermann Kleinknecht, Friedrich Klingner, Clemens Zintzen und Peter Krafft noch verstärkt. Krafft zum Beispiel vergleicht die Laokoonepisode mit anderen Darstellungen in Vergils Aeneis und verankert sowohl die Exposition als auch den Speerwurf im umliegenden Text. Die Episode sei ein Prodigium, ein göttliches, bekräftigendes Wunderzeichen. Die Figuren im Werk verstünden jedes Mal die Zeichen falsch, der Leser oder die rückblickende Figur könne dies aber relativieren und als Hinweis auf Trojas Untergang interpretieren. Laut Zintzen versucht Vergil, Aeneas von Schuld zu entlasten und die Trojaner als durch die Götter und Sinons psychagogische Trugrede verblendet zu zeigen: Sie interpretierten Laokoons Unglück als Strafe für sein Handeln am Trojanischen Pferd – und eben nicht, wie sonst, für den Beischlaf mit seiner Frau. Krafft will mit seiner Argumentation die analytische mit der unitarischen Position in Einklang bringen und eine Art „tragische Ironie“ der Szene etablieren. In ähnlicher Weise tun dies auch Schott, Steinmeyer, Zintzen, Gärtner und Erler. Otto Zwierlein wendet sich dagegen, die Blindheit der Trojaner als Mitursache anzuerkennen, da Vergil wie auch die spätantiken Kommentatoren Servius und Donatus ausschließlich das Schicksal und den Betrug durch die Griechen als Verursacher von Laokoons Tod nennen. Die göttliche Willkür zeige sich in der plötzlichen Ablenkung vom Trojanischen Pferd durch Sinons Rede und den Schlangenangriff auf Laokoon. Eine Schuld sei weder bei Aeneas noch bei den anderen Trojanern zu finden. Eine ausführliche Untersuchung zur Interpretation als Prodigium bietet Hermann Kleinknecht: Er zieht dabei unter anderem einen Vergleich zur Eroberung Vejis durch Marcus Furius Camillus im Jahre 396 v. Chr. und zum so genannten „Galliersturm“ wenige Jahre danach, der zur Eroberung Roms führte. Vergil lasse somit Aeneas als eine Art Geschichtsschreiber auftreten, der den Fall Trojas mit in der Geschichtsschreibung üblichen Prodigien erklärt. Für Steinmeyer ist dies aber kein ruhiges Prodigium, wie es in Geschichtswerken zu erwarten wäre, sondern die Szenerie ist durch Bewegung der Schlangen und die Gegenbewegung Laokoons geprägt.

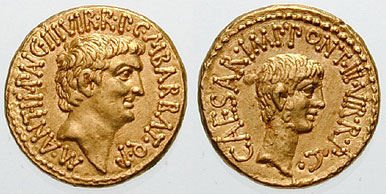
Der Altphilologe Severin Koster sieht in Vergils Laokoon eine von der Laokoon-Gruppe beeinflusste Anspielung auf Marcus Antonius (links) und versucht, die Szene zu entfernen. Rechts Antonius’ Rivale Octavian, später Augustus genannt; Aureus von 41 v. Chr.

Severin Koster führt hingegen Bethes analytische Argumentation weiter. Die Ergänzungen gingen auf eine Beeinflussung durch die Laokoongruppe zurück: Diese solle Marcus Antonius und dessen Söhne darstellen, die von Octavian (später Augustus genannt) getötet worden seien. In der Augustus gewidmeten Aeneis habe Vergil dann die Bestrafung von Antonius in die Figur Laokoons übertragen. Sein Tod könne als Gründungsopfer Roms angesehen werden, da Aeneas daraufhin Troja verlässt und aufbricht, um Rom zu gründen. Ähnlich habe auch Augustus Rom neugegründet. Jörg Rüpke bringt die erstmalige Erwähnung des Speerstoßes gegen das Trojanische Pferd mit dem alten römischen Kult des Oktoberpferdes in Verbindung. Schon im 3. Jh. v. Chr. hatte der antike Historiker Timaios von Tauromenion diese Möglichkeit in Betracht gezogen. Er stützt seine Argumentation auf Informationen der Einwohner und trojanische Artefakte vor Ort. Dem widerspricht jedoch der Historiker Polybios (2. Jahrhundert v. Chr.) in seinem Geschichtswerk heftig (12,4b–c), da fast alle Nichtgriechen vor einem Krieg ein Pferd opferten und der Kult darauf zurückzuführen sei. Ganz anders Ernst Bickel, der im Trojanischen Pferd den Meeres- und Pferdegott Poseidon selbst symbolisiert sah. Dieser habe aufgrund einer nicht bezahlten Rechnung Trojas Mauern als stampfendes Pferd niedergerissen. Indem Laokoon aber die Lanze gegen das Pferd gestoßen habe, habe er, der Poseidonpriester, seinen Gott direkt angegriffen und sei daraufhin durch die Schlangen, die aus dem Poseidon zugewiesenen Meer ihn angegriffen haben, zusammen mit seinen Söhnen getötet worden. Dies entspricht laut Herbert Steinmeyer Laokoons frevelhaftem Beischlaf im Tempel des Apollon als dessen Priester. Bei Vergil sei Laokoon schließlich gar kein Priester mehr, sondern eher ein Redner und Agitator im Interesse seiner Polis. Er handele dabei gegen den göttlichen Plan. Die Klassische Archäologin Margot Schmidt bringt mit der Laokoongeschichte die Tötung des Priamossohnes Troilos durch Achilleus in Verbindung, der ebenso wie Laokoons Tod eine nötige Vorbedingung für den Untergang Trojas sei.
Laut dem Klassischen Archäologen Bernard Andreae könne Laokoon als Gründungsopfer für die künftige Stadt Rom angesehen werden, obwohl Aeneas erst viel später Troja verlassen habe. Die lange Kette an Hinweisen, die eben mit Laokoons Tod beginne, sei zu beachten. Carl Robert hatte sich hingegen dafür ausgesprochen, dass mit der Verlegung der Laokoonepisode von der Stadt an den Strand der Charakter der Warnung für Aeneas verloren gegangen sei. Daraufhin habe Vergil das Motiv des Speerstoßes erfunden, um die Geschichte dennoch darstellen zu können. Ganz anders Steinmeyer und John Richard Thornhill Pollard, die den Laokoon-Mythos als Zeichen für den Untergang Trojas ablehnen, da Vergil dies nirgendwo anspricht. Zwierlein sieht ausschließlich in der feindlichen Gesinnung der Götter den Trojanern gegenüber deren Untergang begründet. Zudem sieht Andreae mehrere Anspielungen von Lykophrons Alexandra auf die Laokoongeschichte, die zugleich den Untergang Trojas bedeuten – so beispielsweise die Gleichsetzung der Schlangen mit den im Hinterhalt versteckten Griechen.
Explizit gegen Laokoon als Opfer spricht sich der Klassische Philologe Gregor Maurach aus, der das Geschehen damit verbindet, dass Laokoon Apollons Verbot, dass seine Priester heiraten und Kinder bekommen dürften, ignoriert hat. Daher werde auch nicht explizit gesagt, dass Laokoon stirbt, sondern nur, dass seine Priesterinsignien mit Gift besudelt wurden, worauf schon Hans Theodor Plüss hingewiesen hatte. In eine ähnliche Richtung wie Maurach geht Stephen Tracy, der in Laokoon einen zweiten Paris sieht, der durch „sexuelles Fehlverhalten“ auffalle. Dieser „typisch vergilische menschliche Akt“ weise dann auf Trojas Zerstörung hin. Günter Engelhard behauptet darüber hinaus, dass Laokoons Frevel nicht, wie von den Trojanern interpretiert, im Speerstoß bestand, sondern als offizielle Version in Troja der Beischlaf mit seiner Frau Antiope verbreitet wurde. Zum gleichen Schluss wie Maurach kommt auch Gerald Petter: Nur die beiden Söhne werden getötet, nicht auch Laokoon selbst. Petter sieht in den von Vergil beschriebenen Schlangen keine Fabelwesen, sondern echte Tiere. Seine ausführlichen Erklärungen ihres Verhaltens stimmen allerdings in keinem Punkt mit dem Verhalten echter Giftschlangen überein.

### Petron
Vergils Text nimmt sich Titus Petronius in seinem Werk Satyrica (1. Jahrhundert n. Chr.) zum Vorbild. Der junge Reisende Encolpius trifft in einer „Pinakothek“ mit Werken der Maler Zeuxis von Herakleia, Protogenes und Apelles den Dichter Eumolpus, der ihm ein Bild über den Fall Trojas, das sie gemeinsam betrachten, mit einem improvisierten Gedicht noch näher bringen will: Nach dem Bau des Trojanischen Pferdes und dem Abzug der Griechen wähnt sich das Volk in Frieden. Der Neptunpriester Laokoon kommt brüllend heran und kratzt zunächst vergeblich mit einer Lanze am Pferd, was die Trojaner darin bestätigt, den Frieden errungen zu haben. Erst als Laokoon mit einer Doppelaxt die Seite des Pferdes erschüttert und die Griechen darin mit gedämpfter Stimme sprechen, ahnen die Trojaner die Irreführung. Das Pferd gelangt in die Stadt, woraufhin von dem ausführlich beschriebenen Tenedos her zwei Meeresschlangen erscheinen. Diese umschlingen und fressen Laokoons in Opfertracht befindliche Zwillingssöhne, die einander in Bruderliebe noch helfen wollen. Laokoon versucht vergeblich, ihnen zu Hilfe zu kommen, wird selbst angegriffen, auf den Boden zwischen Altäre geworfen und wie ein Opfertier getötet. Damit hätten die Trojaner als erstes ihre Götter verloren, so Eumolpus. Daran seien sie schließlich auch selbst zugrunde gegangen. An dieser Stelle wird Eumolpus unterbrochen, da die Zuhörer ihn mit Steinen bewerfen. Er flüchtet sich mit Encolpius zum Strand, an dem er seinem Schüler erklärt, dass ihm selbst so etwas schon häufiger widerfahren sei. Daraufhin wird er beinahe auch noch von Encolpius mit Steinen beworfen. (Titus Petronius, Satyrica 89)
Forschung

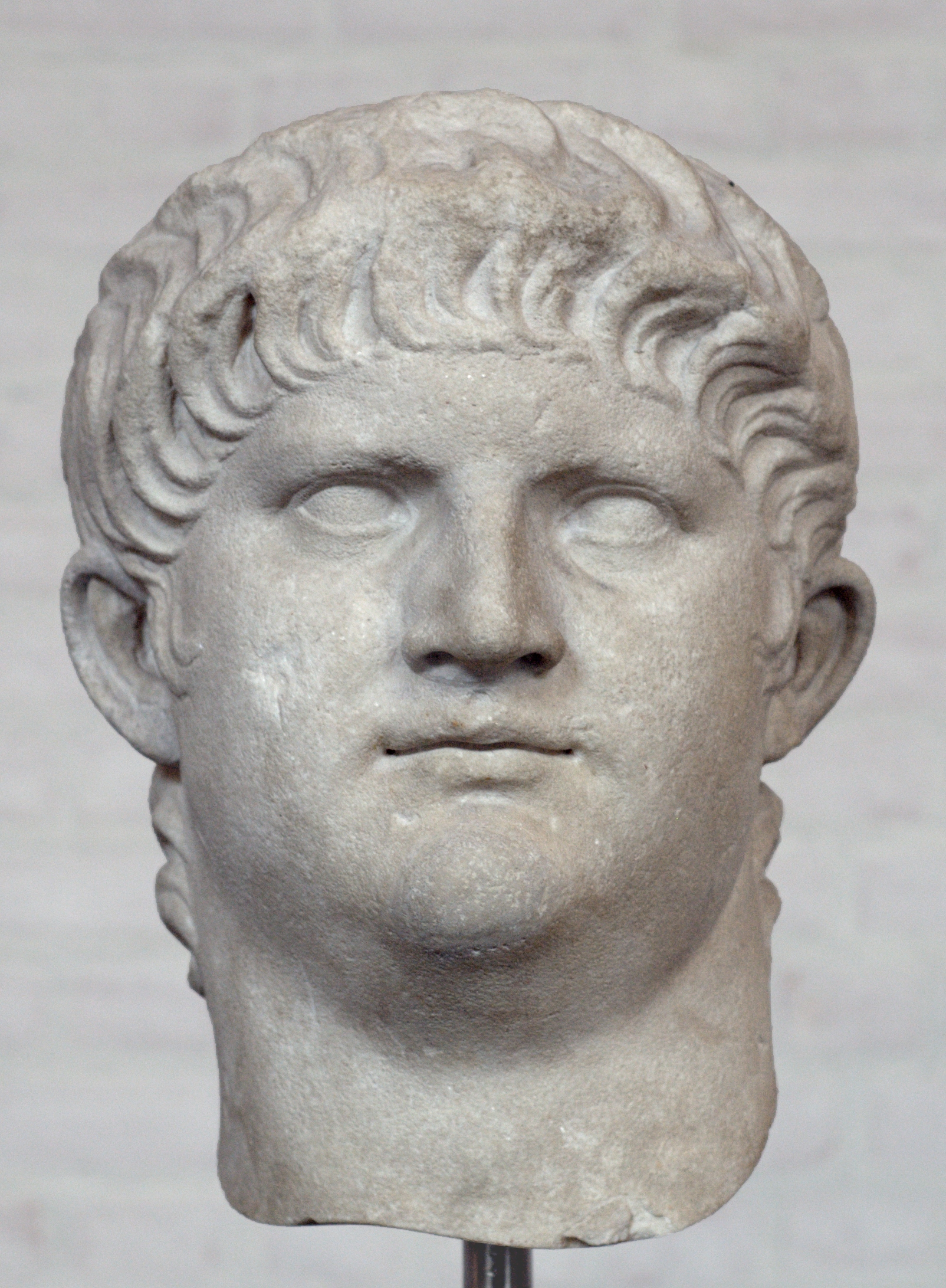
Der römische Kaiser Nero soll während des Großen Brandes in Rom im Jahre 64 eine Geschichte über die Zerstörung Trojas gesungen haben. Marmorportrait des Kaisers in der Glyptothek in München.

Nach Erika Simon muss die Geschichte als Parodie auf oder Kritik an Autoren gemeint sein, die zu sehr die trojanische Sage mit Vergils Text interpretierten. Sie führt dabei explizit den Kaiser und Gönner Petrons, Nero, an, der laut Sueton (Nero 38) und Tacitus (Annales 15,39) die Eroberung Trojas beim Großen Brand Roms im Jahre 64 vom Turm des Gaius Maecenas besang. Kenneth F. C. Rose folgert daraus, dass Petrons Text im Jahre 65 verfasst sein müsse. Heinz Stubbe und John Patrick Sullivan bezweifeln aufgrund fehlender Überlieferung von Neros Werk, dass Petron diesem rivalisierend oder parodierend gegenübergestanden habe; auch einen Bezug zu Lucans Iliacon sei unwahrscheinlich. Für Edward James Barnes scheint es nicht notwendig, eine Kritik an Vergil oder gar eine Parodie auf Senecas Stil und Metrik anzunehmen, höchstens Ironie. Ob ein tatsächlich existierendes Bild für Petrons Erzählung Pate gestanden haben könne, wurde in der Forschung verschiedentlich diskutiert. Stubbe, Barnes und Simon sprechen sich für dessen Existenz aus, Peter Habermehl fehlt dafür unter anderem eine genauere Lokalisierung der Pinakothek. Catherine Connors merkt an, dass Eumolpus keine Bildbeschreibung gibt, sondern einfach die Geschichte in der ersten Person zu beschreiben scheint.
In der Forschung wird das Gedicht fast ausschließlich als verfehlt interpretiert: Nach Erika Simon ist Eumolpus von den Hörern fast gesteinigt worden, da seine Dichtung von ihnen als misslungen angesehen wurde. John James Bodoh verweist auf verfehlte sprachliche Mittel wie unnötig-falsche und damit komische Alliterationen, metrische Ungenauigkeiten bei Petrons 65 Jamben langem Werk gegenüber Vergils „wohl geschliffenen“ Hexameter-Versen und einen ärmeren Wortschatz. Petrons Darstellung könne somit eine Parodie oder subtile Kritik an Vergils Art sein. Im Gegensatz zu Vergil, so Stubbe, werde bei Petron aber Laokoons Tod weder mit dem Einzug des Pferdes noch mit Trojas Untergang direkt verknüpft. Auch passe sein Stil laut Stubbe und Sullivan eher zu den dramatischen Botenberichten wie in Lykophrons Alexandra und Senecas Phoenissen oder auch zu dessen Werken Phaedra und Agamemnon. Ähnliches gelte für den übermäßigen Gebrauch von Stilfiguren, so Ciaffi und Salanitro. Dagegen sehen Roger Beck, Otto Schönberger, Gesine Manuwald und andere Petrons Text nicht als liederliche, sondern als reizvolle Verfremdung an. Für Victoria Rimell haben Eumolpus’ Zuhörer ihn nur falsch verstanden, so wie die Trojaner die Warnungen missinterpretiert haben.
Habermehl sieht in Petrons Laokoon nicht mehr die Autorität des Charakters in der Aeneis, sondern einen stummen, geschwächten Menschen, der in der Stadt durch die Willkür der Götter am Altar geopfert wird. Daher liege der Fokus dieser Variante der Geschichte auch eher auf der Tötung der füreinander kämpfenden Zwillingssöhne Laokoons, wie dies schon vor Vergil der Fall war. Laokoons Tod sei für die Schlangen nur dadurch motiviert, dass er seinen Söhnen zu Hilfe eilt; eine Schuld ist weder bei ihm noch bei seinen Söhnen zu finden. Habermehls Interpretation, dass die Trojaner in ihrer Verblendung das Trojanische Pferd in die Stadt gezogen hätten, widerspricht Zwierlein: Mit der Entweihung des Palladion hätten sich die Götter von den Trojanern abgewandt und zur Strafe zunächst ihren Priester Laokoon getötet. Damit werde Vergils Laokoon-Darstellung auf die eigentliche Ursache für die Willkür der Götter zurückgeführt. Im Gegensatz zur Mehrzahl der Interpreten seit Lessing sehen Stubbe und Schönberger allerdings nicht Vergil als direkten Vorgänger, sondern ein mythographisches Handbuch. Barnes jedoch hat in einer bisher nicht rezipierten Monografie ausführlich Parallelen zu Vergil zusammengestellt. Auch beim Vergleich von Petrons Laokoondarstellung mit der des Vergil ließen sich neben Motiven, die Petron direkt von Vergil adaptiere, Stellen finden, an denen er dessen Bilder weiterführe. Zudem entwickle er eigene Motive und verwende auch Inhalte, die Vergil und andere Autoren vor ihm dargestellt hätten. Folge dieser Änderungen sei ein noch grausamerer und willkürlicherer Tod, als ihn Vergil beschrieben habe.

### Pseudo-Apollodor
In der Bibliotheke des Apollodor (1. Jahrhundert n. Chr.) wird in einer Epitome berichtet, dass das hölzerne Pferd zunächst in die Stadt gezogen worden sei und erst danach Laokoon neben Kassandra wie bei Vergil vor dem mit bewaffneten Männern besetzten Pferd gewarnt habe. Ein Teil der Trojaner habe daraufhin überlegt, das Pferd zu verbrennen oder von einer Klippe zu stürzen, die Mehrheit aber entschieden, es als Weihgeschenk in der Stadt aufzustellen – also dieselben drei Alternativen wie bei Arktinos, nur in anderer Reihenfolge. Dann hätten die Trojaner, wie bei Arktinos, ein Opfermahl begangen. Daraufhin habe Apollon den Trojanern von einer nahen Insel über das Meer hinaus zwei Schlangen als göttliches Zeichen geschickt, die dann die Söhne Laokoons verschlangen. Über den Verbleib des Vaters ist nichts ausgesagt. Im Anschluss daran habe Sinon den Griechen ein Feuerzeichen zum Erobern der Stadt gegeben. (Bibliotheke des Apollodor Epitome 5,17f.)
Der Neufund dieses Stücks am Ende des 19. Jahrhunderts führte zu diversen Neuinterpretationen dieser und anderer Laokoondarstellungen in der Literatur. Für Engelmann/Höfer, Zintzen und Nesselrath könnte Pseudo-Apollodor sich hier auf Sophokles und nicht auf Vergils Darstellung beziehen; Paul Dräger lehnt dies ab. Aber auch Bezüge zu Arktinos’ Fassung sind vorhanden. Umstritten ist auch, ob das erwähnte göttliche Zeichen sich auf den hier nicht erwähnten Speerstoß oder eine andere Tat des Priesters bezieht (so Becker gegen Heinze). Ganz anders Stubbe und Gärtner, die das göttliche Zeichen darin sehen, dass Apollon sich zurückzieht und damit Troja den Griechen preisgibt, was er durch den Tod der Söhne Laokoons exemplifiziert. Für Foerster ist der Untergang der Söhne ein Hinweis auf den kommenden Untergang Trojas; als Quelle für die Darstellung sieht er Lesches’ Kleine Ilias an. Die Laokoon betreffenden Epitomen sind laut Clemens Zintzen möglicherweise von Johannes Tzetzes verfasst worden (siehe unten). Laut dem Archäologen Karl Schefold mussten die Warnungen von Kassandra und Laokoon scheitern, weil sie sich nicht Apollon hingeben wollte und Laokoon sich gegen dessen Willen vermählt beziehungsweise in seinem Tempel mit seiner Frau geschlafen hatte.

### Hyginus Mythographus
Hyginus Mythographus (2. Jahrhundert n. Chr.) folgt in seiner Zusammenfassung der Sage eher den Autoren vor Vergil, ohne sie allerdings in den mythischen Kontext zu setzen: Laokoon hat bei ihm gegen den Willen Apollons geheiratet und Kinder gezeugt. Als Laokoon zuteilwird, Poseidon an der Küste ein Opfer darzubringen, sendet der Gott ihm zur Strafe zwei Schlangen aus Tenedos. Sie haben die Absicht, seine Söhne zu töten. Als Laokoon diesen helfen will, bringen sie auch ihn durch Erwürgen um. Nur die Phryger (Trojaner) glauben, dass dies wegen des Speerstoßes gegen das hölzerne Pferd geschehen sei. (Hyginus Mythographus, Fabulae 135)
Die Aussage über die Phryger muss sich, so Jörg Rüpke, eindeutig auf Vergils Fassung der Geschichte beziehen, da Laokoon in früheren Darstellungen das Pferd nie angegriffen habe. Carl Robert sieht in der Erwähnung Poseidons und des Speerstoßes noch weitere Beziehungen zu Vergil, die er einem späteren Interpolator zuschreibt und aus seiner Interpretation herauslöst. Eine Abhängigkeit von Sophokles, wie von Christian Gottlob Heyne vorgeschlagen, sei ihm zufolge aber nicht zwingend notwendig. Foerster, Schott und Althaus argumentieren gegen Roberts Vorwurf der Interpolation durch einen späteren Autor und Moritz Schmidts Vorwurf der kompletten Unechtheit. Foerster arbeitet außerdem durch Ausscheidung der anderen Vorgänger Sophokles als einzig mögliche Quelle heraus.

### Quintus von Smyrna
Laut Quintus von Smyrna (3. bis 4. Jahrhundert n. Chr.) finden die Trojaner Sinon am hölzernen Pferd, worauf sie ihn misshandeln, um herauszufinden, wozu es gedacht ist. Sinon selbst gibt an, dass die Griechen ihn opfern wollten, er sich aber unter das Pferd habe retten können, das in Troja der Athene zu widmen sei. Die Trojaner beraten sich, was nun zu tun sei, und Laokoon spricht sich dafür aus, das Pferd zu verbrennen. Dagegen interveniert Athene: Sie lässt die Erde unter Laokoons Füßen erbeben, ihn zunächst alles doppelt sehen und blendet ihn schließlich. Die Trojaner glauben daraufhin, dass dies eine Bestrafung für seine Worte gegen Sinons vorangegangene Rede gewesen sei, und fürchten sich davor, ebenfalls bestraft zu werden. Sie ziehen den Schluss, Sinons Worten zu folgen und das Pferd auf den von Epeius konstruierten Rollen in die Stadt zu ziehen. Im Anschluss feiern sie ein Fest. Wiederum drängt Laokoon seine Landsleute, das Pferd zu verbrennen, um die Stadt zu retten, woraufhin Athene ein zweites Mal interveniert und unter erneuten Erdstößen Zwillingsschlangen aus einer Höhle der Insel Kalydna entsendet. Als sich diese Ilios nähern, fliehen aus Angst alle Trojaner, nur Laokoon und seinen Söhnen machen die nahende Todesgöttin Ker und ein weiterer Gott die Beine schwer. Die Schlangen vollenden Athenes Plan, reißen Laokoons Söhne mit den Mäulern in die Höhe, wobei ihr Vater nur zusehen und nicht helfen kann. Anschließend ziehen sich die Schlangen unter die Erde bis zum Apollontempel in Troja zurück. Den Kindern wird ein leeres Grabmal (Kenotaph) gewidmet, vor dem kurz Laokoon und dann ausgiebig seine Frau ihre Kinder und ihr eigenes Leid beweinen. Die Trojaner selbst reagieren auf diese zweite Bestrafung nicht. (Quintus von Smyrna, Posthomerica 12,389–417; 12,444–499)
Forschung
Aufgrund der inhaltlichen Parallelen von Quintus’ 12. Buch zu Vergils Aeneis wird die Frage nach dessen Quellen besonders an dieser Stelle kontrovers diskutiert. Ein Großteil der Interpreten sieht eine direkte Abhängigkeit von Vergil beziehungsweise Sophokles, andere Autoren argumentieren aufgrund von größeren Abweichungen dagegen. Heinze führt die Abweichungen auf eine lokale Tradition und die Kompilation zweier Fassungen zurück, Bassett geht noch weiter und argumentiert dafür, dass Quintus Vergils Aeneis gar nicht gekannt haben könne und sich eher auf Pseudo-Apollodors Fassung sowie Bakchylides und Sophokles zurückführen lasse. Auch eine mögliche Beziehung zur Laokoon-Gruppe oder zu ähnlichen Darstellungen kann laut Alan W. James nicht restlos geklärt werden. Die erstmals bei Quintus erwähnte Blendung Laokoons führen Malcolm Campbell, Silvio Bär und andere auf eine Glaukomerkrankung zurück, die laut Basset Quintus entweder selbst als Patient oder Arzt erlebt haben muss. Für Alan W. James steht sie für die Blindheit der Trojaner gegenüber ihrer eigenen baldigen Vernichtung und findet eine Entsprechung in dem blinden Seher Teiresias. Bassett sieht zudem die Laokoonszene im Kontext weiterer Stellen bei Quintus und im Vergleich zu Euripides’ Troerinnen als Anlass, um die Trauer von Laokoons Frau und damit das Mitleid für Laokoon zu steigern.
Kleinknecht versucht beide Positionen miteinander in Einklang zu bringen, spricht sich aber deutlich dafür aus, dass Quintus von Vergil abhängt. Er habe mehrere Motive Vergils mit einer vorvergilianisch-griechischen Vorlage kontaminiert, fehlinterpretiert und vereinfacht. Ähnlich Clemens Zintzen, der viele Motive, die Quintus laut anderen Forschern von Vergil kopiert haben soll, auch schon in früheren Werken wie den Troerinnen des Euripides (Vers 511–567) erwähnt findet. Einen ausführlichen Vergleich von Quintus’ Laokoon mit anderen Darstellungen und besonders Vergils Text bietet Gärtner: Quintus habe durch die mehrfache Bestrafung und die Verlagerung des Fokus vom Schlangenangriff zur Blendung seine Vorbilder übertreffen wollen und habe dazu beide Hauptstränge der Laokoonsage kontaminiert. Daraus ergebe sich, dass die zweite Strafe bei Quintus, der Schlangenangriff nach der Blendung, keine direkten Folgen habe.

### Anthologia Latina
Wohl aus dem 5. Jahrhundert n. Chr. stammt ein Epigramm der Anthologia Latina, einer Sammlung meist kleiner lateinischer Gedichte aus antiker Zeit – hier gefunden im Codex Salmasianus. Laut dem Epigramm sei Laokoon zusammen mit seinen beiden Söhnen von zwei Zwillingsschlangen angegriffen worden. Weil er sich an einem hölzernen Pferd vergangen habe, sei der Mensch Laokoon dafür mit Vergiftung bestraft worden. Schlimmer wäre nur eine direkte Verletzung eines Gottes gewesen, so das Epigramm weiter. Laut Roswitha Simons ist der Text klar von Vergil abhängig.

### Excidium Troiae
Das anonyme Prosawerk Excidium Troiae (4.–6. Jahrhundert n. Chr.) zitiert in seiner gerafften Version des Trojanischen Krieges des Öfteren Vergilverse und kommentiert sie. An der hier relevanten Stelle wird Sinon von den Griechen vor dem Bau des Pferdes ausgesetzt. Die Trojaner finden ihn, woraufhin er ihnen vorlügt, dass die Griechen ihn bald Apollon opfern wollten und planten, ein Pferd als Geschenk für Minerva zu bauen, das die Trojaner vor ihrem Neptuntempel in der Stadt aufstellen sollten. Dieses steht am nächsten Tag auch am Strand nahe dem Tempel der Minerva, woraufhin die Trojaner, um sich mit Apollon und Minerva gutzustellen, sowohl Sinon als auch das Pferd in die Stadt befördern wollen. Der Neptunpriester Laokoon warnt in Vergilzitaten vor dem Pferde und stößt es mit einer Lanze. Diese Stelle wird vom Verfasser so kommentiert, dass Laokoon die Griechen im Pferd enttarnt hätte, wenn der Verstand der Trojaner nicht durch die Götter und das Schicksal getrübt gewesen wäre. Sie fordern nämlich Laokoon auf, zur Bestätigung dem Gott Neptun zu opfern. Während des Opfers wird Laokoon mit seinen Söhnen von zwei Meeresschlangen, die von Tenedos kommen, angegriffen. Zunächst beißen sie seine Söhne, bevor sie den zu Hilfe eilenden Laokoon zusammen mit seinen Söhnen beißen oder verschlingen. Dies wird von den Trojanern konsequenterweise als Strafe für dessen Taten gegen das Trojanische Pferd gedeutet. Hier zeige sich die Perfidität der Götter, so Roswitha Simons.

## Rezeption

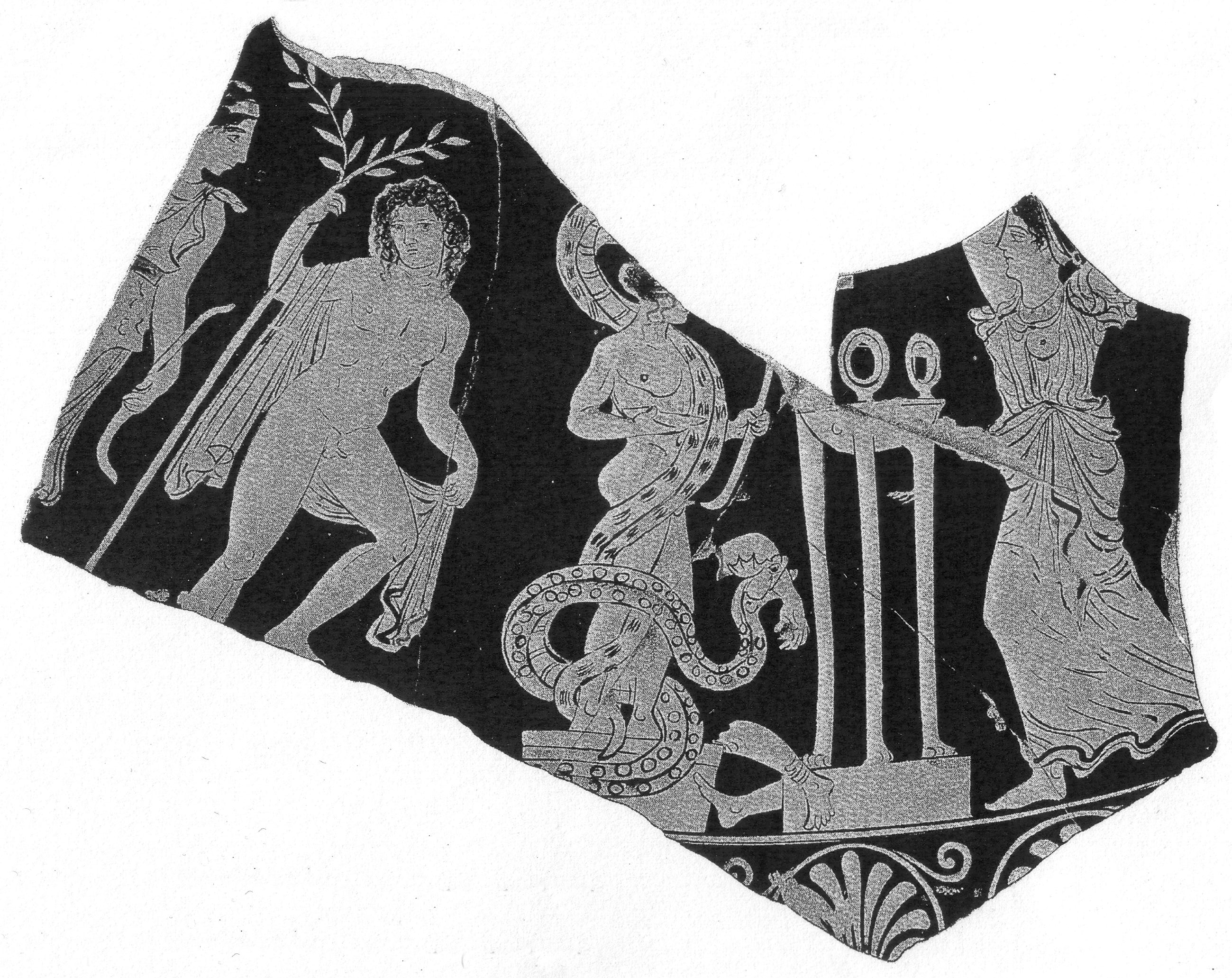
Fragment eines wohl mittel-apulischen Kraters, der zwischen 380 und 370 v. Chr. gefertigt wurde. Die Vase befindet sich im Museo archeologico nazionale Jatta in Ruvo di Puglia. Laokoon selbst befindet sich vermutlich rechts neben dem Rand.

### Antike Kunst
In der Antike wurde die Laokoonepisode nur selten künstlerisch umgesetzt. Die ersten Abbildungen von Laokoon befinden sich auf einem früh-lukanischen Glockenkrater (430/425 v. Chr.) des so genannten Pisticci-Malers und auf mehreren um 380–370 v. Chr. datierten Fragmenten eines wohl mittel-apulischen Kraters, der sich im Nationalmuseums in Ruvo di Puglia befindet. Auf dem zuerst bekannten Fragment aus Ruvo sind Apollon und Artemis, ein Apollonstandbild, das von Schlangen umwunden ist, eine herbeieilende Frau und Überreste eines teilweise gefressenen und zerstückelten Kindes zu sehen. Vor dem Fund des intakten Glockenkraters war unklar, ob die dargestellte Szene sich auf den Laokoonmythos bezogen werden kann und somit eine hinter der Frau (dann Antiope) noch zu erkennende Figur als Laokoon zu deuten wäre.
Der vollständige Glockenkrater zeigt eine ähnliche Szenerie: Auf der linken Seite ist eine von Schlangen umwundene Apollonstatue zu erkennen, vor der sich Überreste eines Jungen befinden. Auf die Statue stürmt eine Frau mit Axt ein, hinter der sich ein bärtiger Mann befindet. Der Statue gegenüber befindet sich Apollon – Artemis ist hier nicht abgebildet. Konrad Schauenburg und spätere Interpreten deuten die weibliche Figur als Laokoons Frau Antiope und den bärtigen Mann als Laokoon. Postriot sieht in der Frau hingegen Kassandra; Erika Simon widerspricht jedoch dieser Deutung. Gemäß Foerster und Adolf Furtwängler darf eine so zentrale Figur wie Laokoon nicht hinter einer Frau stehen, sondern hätte dann schon durch die Schlangen getötet sein müssen. Da auch die Söhne getötet sind, lässt sich laut Furtwängler somit die bei Euphorion und Vergil erst spät belegte Fassung, in der alle drei Personen tot sind, auf den Vasen früh belegen. Margot Schmidt hingegen glaubt nicht, dass Laokoon auf dem Krater aus Ruvo angegriffen wird, sondern dass er überleben wird. Weil sich die Schlangen schon auf das Kultbild zurückgezogen haben, ist dann auch der Bezug zu Arktinos’ Fassung der Geschichte nicht zwingend. Da sowohl die Statue als auch die Haltung der Frau denen der Abbildung auf dem Fragment des mittel-apulischen Kraters gleichen, postulierten Schauenburg und Schmidt auch für diese Scherbe einen Bezug zum Laokoonmythos. Laut Furtwängler besteht damit ein Bezug zu der Variante des Mythos, in der Laokoon mit seiner Frau verbotenerweise Kinder zeugt. Schmidt, Steinmeyer und Herwig Maehler führen die Motive noch genauer auf Sophokles’ Tragödie zurück, in der aber laut dem antiken Autor Dionysios von Halikarnassos beide Söhne sterben und nicht nur (wie bei Arktinos) einer. Furtwängler denkt eher an eine nachsophokleische Tragödie als Vorbild. Umstritten ist in der Forschung, ob die Darstellung eines bärtigen Mannes auf einem attischen Kantharos, der auf einem Altar von Schlangen angegriffen wird, mit Laokoon in Verbindung gebracht werden kann. Außerdem ist dort ein Mann mit Zepter und Steinschleuder zu sehen, der ebenfalls als Laokoon interpretiert wurde. Schmidt sieht in allen Geschichten Apollon und Aeneas als verknüpfende Elemente; sie vermutet, dass der Laokoonmythos gerade wegen des römischen Aeneas in Unteritalien so oft auf Vasen dargestellt wurde.

Eine ähnliche Situation stellen zwei römische Wandmalereien dar, die im Haus des Menander und in der Casa di Laocoonte in Pompeji (beide Mitte 1. Jahrhundert n. Chr.; dritter beziehungsweise vespasianischer vierter Stil) um 1875 gefunden wurden:
Das zum Teil zerstörte räumliche Bild in der Casa di Laocoonte zeigt den mit einem Chiton bekleideten, bekränzten Laokoon. Er sucht auf den Stufen eines Altars Schutz vor einer Schlange, die ihn angreift. Auch einer seiner Söhne wird von einer Schlange angegriffen, der zweite liegt getötet auf dem Boden – ob allerdings, wie bei Arktinos, nur ein Sohn getötet wird, ist laut dem Klassischen Archäologen Georg Lippold umstritten. Im Hintergrund sind ein Stier und vier Zuschauer dargestellt. Aufgrund des schlechter gemalten zweiten Sohnes sowie der vier Zuschauer vermutet Gerhart Rodenwaldt, dass diese eine spätere Erfindung des Malers seien, während die anderen Figuren einer Vorlage folgten. Foerster führt die Darstellung auf Laokoons Frevel im Apollontempel zurück, da auf dem Bild ein Temenos gezeigt wird. Das Wandbild befindet sich heute im Archäologischen Nationalmuseum Neapel (Inventarnummer 111210). Ein Bezug zu Vergils Laokoondarstellung im zweiten Buch der Aeneis wurde in der Forschung zunächst abgelehnt. Rudolf Ehwald sah eher in Euphorions Werk eine Vorlage und den Altar als Teil eines Tempels, vermutlich des Apollon Thymbraios, an. Für Foerster, Simon und andere scheint auch eine Abhängigkeit von der Laokoon-Gruppe wahrscheinlich; laut Rodenwaldt wäre dies einzigartig in der pompejanischen Wandmalerei und daher unwahrscheinlich. Er vermutet als Vorlage ein unbekanntes Tafelbild, das dann auch Vorbild für die Gruppe hätte sein können. Neuerdings geht die Forschung von einem Bezug zu Vergil aus, da auch bei diesem – vermutlich zum ersten Mal – alle drei Personen sterben. Zudem wird vermutet, dass das Werk nur eine Kopie ist. Gegenstück zum Wandgemälde mit Laokoon im benachbarten Triclinium ist ein Wandbild von Polyphem und Aeneas mit seinen Gefährten, zu denen möglicherweise auch Odysseus gehört (heute in Neapel, Archäologisches Nationalmuseum, Inventarnummer 111211).
Das Gegenstück zum Laokoonbildnis im Haus des Menander zeigt hingegen Kassandra. Auf dem besser erhaltenen Wandbild werden Laokoon und sein Sohn von jeweils einer Schlange angegriffen, der zweite Sohn ist schon tot. Anstelle eines Altares ist ein Tisch abgebildet, dafür beobachten auch auf diesem Bild mehrere Zuschauer die Szenerie, und ein Stier entflieht dem Unheil. Georg Lippold diskutiert mehrere antike Kunstwerke als mögliche Vorbilder für die Darstellung und sieht schließlich den Maler Zeuxis von Herakleia als Ideengeber an. Für den Klassischen Archäologen Arnold von Salis kommt allerdings ebenso wenig wie Vergils Text oder die Laokoon-Gruppe eine griechische, sondern eher eine römische Vorlage dafür in Frage.
Der einflussreichste Fund einer Darstellung Laokoons war der einer 2,42 m hohen Marmorgruppe am 13./14. Januar 1506 in der Nähe der Kirche San Pietro in Vincoli durch Felice de Fredis: der Laokoon-Gruppe. Als Papst Julius II. den Architekten Giuliano da Sangallo das Werk begutachten ließ, verknüpfte dieser es sofort mit Plinius des Älteren Beschreibung einer im Palast des Titus aufgestellten Statue (Naturalis historia 36,37): Diese sei allen (gemalten) Bildern oder Werken der Bildniskunst (Bildhauerei oder Bronzegüssen) vorzuziehen und auf Beschluss eines kaiserlichen Rates von drei rhodischen Künstlern – Hagesandros, Polydoros und Athenodoros – (wie) aus einem einzigen Stein durch die besten Künstler geschaffen worden. Sie stellt Laokoon zentral auf einem Altar stehend dar, zu seinen Seiten seine beiden Söhne. Die Dreiergruppe wird von Schlangen angegriffen, und laut Simon (gegen Robert) hat der ältere Sohn die Möglichkeit, sich zu befreien. Damit ist die Darstellung nicht zwingend von Vergils Fassung abhängig, da dort beide Söhne getötet werden, und laut Erika Simon eher Arktinos’ Fassung zuzuschreiben, in der nur der Vater und ein Sohn sterben. Weil aber eine Beziehung zu Vergils Werk nicht ausgeschlossen ist und sich damit der terminus post quem (Zeitpunkt, nach dem das Werk geschaffen wurde) nach hinten verschöbe, ist sich die Forschung auch über die Datierung der Laokoon-Gruppe uneinig. Die Mehrzahl plädiert für die neronisch-flavische Zeit (1. Jahrhundert n. Chr.), einzelne Autoren aber auch für eine frühkaiserzeitliche Marmorkopie (1. Jahrhundert v. Chr.) einer hellenistischen Bronzeskulptur (2. Jahrhundert v. Chr.), die laut Bernard Andreae durch Phyromachos und den vielleicht von ihm geschaffenen Pergamonaltar sowie andere Kunstwerke beeinflusst sein kann. Die Laokoon-Gruppe wurde nach ihrem Auffinden oft kopiert; für die Antike ist dies nicht belegt. Ausgangspunkt für viele Diskussionen über diese Marmorgruppe war Gotthold Ephraim Lessings Werk Laokoon oder Über die Grenzen der Malerei und Poesie aus dem Jahre 1766. Zu erneuten kontroversen Diskussionen kam es nach dem Auffinden eines einstmals verschollenen Armes durch den Archäologen und Kunsthändler Ludwig Pollak 1905. Erst 1960 fügte ihn Filippo Magi an das Original an.
Mehrere spätantike Kontorniat-Medaillons (356–394 n. Chr.), die wohl als Neujahrsgeschenke gedacht waren, zeigen auf der einen Seite einen römischen Kaiser des frühen Prinzipats (in der Reihenfolge der Prägung: Vespasian und Nero) und auf der anderen Seite eine (laut Simon) Vergils Aeneis nahestehende Darstellung des Übergriffs der Schlangen auf Laokoon und seine Söhne. Richard Foerster, der Numismatiker Andreas Alföldi und der Historiker Leopold Ettlinger sehen hingegen eine Abhängigkeit der Kontorniaten von der Laokoon-Gruppe – für Alföldi ist die Ausführung dabei „kläglich schlecht“. Foerster unterscheidet zwei verschiedene Typen, die unterschiedlich stark von der Laokoon-Gruppe abhängen und zwei beziehungsweise vier attackierende Schlangen, Laokoon und dessen beide Söhne darstellen. Alföldi hingegen sieht drei von der Laokoon-Gruppe abhängige, aber schlecht gearbeitete Varianten. Für Ettlinger scheinen die Kontorniaten eine Art Kunstpropagandamittel zu sein, das auf den Niedergang des römischen Reiches hinweist.
Eine spät-etruskische Gemme vermutlich aus dem 4. oder 3. Jahrhundert v. Chr. zeigt einen Mann mit zwei Kindern, die von drei Schlangen umschlungen, aber nicht gebissen sind und flüchten. Lange war sich die Forschung uneinig, ob sie echt sei und ob sie Laokoon und dessen Söhne darstelle und damit Vorbild für die Laokoon-Gruppe sein könne. So sprach sich der Klassische Archäologe Adolf Furtwängler dafür aus, dass die seiner Meinung unzweifelhaft echte, wenn auch wenig kunstvolle Gemme die sich im 4. Jahrhundert v. Chr. langsam etablierende Gründungssage Roms darstelle. Sie zeige „ohne Zweifel“ Laokoon und seine Söhne, habe aber keine griechischen Vorbilder und stehe auch sonst nicht in Beziehung zur Laokoon-Gruppe, was wiederum Bernard Andreae später vorschlug. Die Gemme könne laut Furtwängler in Verbindung mit Euphorions Laokoondarstellung stehen, da erstmals bei diesem wie eben auch auf der Gemme Laokoon und seine Söhne von den Schlangen angegriffen würden. Die Archäologin Gemma Sena Chiesa sprach sich 2007 gegen die These aus, die Gemme sei in der Antike hergestellt worden.
Eine Illustration des 5. Jahrhunderts n. Chr. zeigt zwei verschiedene Szenen des Werkes als Ergänzung zur Aeneis-Handschrift in der Vatikanischen Bibliothek – in beiden Fällen wird Laokoon namentlich erwähnt: Auf der linken Seite der Miniatur opfert der Priester den Stier am Altar, rechts werden er und seine Söhne von Schlangen umfasst, woraufhin Laokoon die Arme in die Luft reißt und aufschreit; sie befinden sich dabei zwischen einem Neptun- und vermutlich einem Athenetempel. Da der Schlangenangriff nicht genau Vergils Darstellung wiedergibt, könnte die Illustration gemäß der Ansicht von Erika Simon und Leopold Ettlinger trotz einiger Unterschiede durch die Laokoon-Gruppe beeinflusst sein. Die Handschrift mit der Illustration wurde jahrhundertelang in einer Bibliothek vor der Öffentlichkeit verborgen aufbewahrt.

### Kunst des Mittelalters und der Neuzeit
Dass in der Kunst des Mittelalters kaum Darstellungen der Laokoonsage zu finden sind, hat seinen Grund in der geringen Kenntnis der antiken literarischen Texte und im Verschwinden der künstlerischen Darstellung dieses Mythos. Erst im 14. Jahrhundert treten erneut derartige Darstellungen auf. Eine der ersten zeigt neben dem Vergiltext im Codex Riccardianus, der heute in der Bibliothek des Palazzo Medici Riccardi zu finden ist, Laokoon und seine Söhne, die die Trojaner vor dem Pferd warnen. Hergestellt wurde die Illustration von Apollonio di Giovanni vor 1465. Die Textpassage im Codex füllt Vergils Lücke mit einer Aufforderung des Volkes, Neptun zu opfern, damit dieser Laokoons Worte bestätige und das Volk ihm damit glauben könne. Die künstlerische Gestaltung von mittelalterlichen Vergilhandschriften setzen im 15. Jahrhundert wahrscheinlich Jacobi de Fabriano sowie Benozzo Gozzoli fort.
Aus der Renaissance sind unter anderem Holzschnitte mit Laokoondarstellungen aus der ersten Vergilausgabe in Deutschland, dem so genannten Straßburger Vergil des Jahres 1502, überliefert. Verantwortung trugen für diese Ausgabe Hans Grüninger und Sebastian Brant; Thomas Murner übernahm die Holzschnitte in seine Vergilausgabe. Aus der Zeit vor der Entdeckung der Laokoon-Gruppe im Jahr 1506, die die meisten nachfolgenden Laokoondarstellungen beeinflusste, ist noch eine Handzeichnung von Filippino Lippi zu einem geplanten Fresko erhalten. Diese Zeichnung steht vermutlich ebenso wie die früheren Miniaturen in Vergils Tradition oder laut Georg Lippold in der Tradition der pompejanischen Wandbilder und hängt nicht von anderen, verlorenen Bildquellen ab. Da auch Laokoons Frau und eine Tempelarchitektur dargestellt sind, führt Richard Foerster die Darstellung auch auf die von Servius paraphrasierte Fassung von Euphorion oder Hyginus zurück. Für den Klassischen Archäologen Arnold von Salis steht Lippis Zeichnung trotz klarer Unabhängigkeit von der Laokoon-Gruppe noch eher in der antiken Tradition als die Abbildungen in den Vergilhandschriften. Vorbild sei wohl ein altes römisches Wandgemälde, das mit denen in Pompeji verwandt sein könne und auch die Laokoondarstellung in der Vergilhandschrift in der Vatikanischen Bibliothek habe beeinflussen können. Von der Laokoon-Gruppe unabhängige spätere Werke befassen sich vorwiegend mit dem von Vergil erwähnten Opfer für Poseidon und dem Speerstoß ins Pferd oder präsentieren die Toten unabhängig von der Darstellung der Gruppe. So schuf zwar Hans Brosamer 1538 noch einen der Gruppe ähnlichen Kupferstich, Nicolò dell’Abbate aber vor 1552 zwölf unabhängige Fresken und Giovanni Battista Fontana Ende des 16. Jahrhunderts einen Kupferstich der Opferszene. Auch Giulio Romano stellte vor 1538 einige Fresken her, laut Foerster allerdings auf Grundlage der kurz zuvor entdeckten Darstellung bei Hyginus beziehungsweise nach Pietsch in Nachahmung Vergils. Marco Dente verarbeitet 1510 in einem Kupferstich neben der Laokoon-Gruppe möglicherweise eines der pompejanischen Wandbilder. Zudem ist auf der Basis des Altars, auf dem Laokoon steht, das zweite Buch von Vergils Aeneis erwähnt.

El Greco, Laokoon, 1604/1608–1614, Öl auf Leinwand, 142 × 193 cm, National Gallery of Art, Washington

Besonders einflussreich war ein Werk von El Greco (1604–1614), der Elemente der Laokoon-Gruppe mit den literarischen Zeugnissen des Mythos verknüpfte. Beeinflusst wurde er auch durch Tizians nur in einem Stich von Boldrini erhaltene Parodie der Laokoon-Gruppe, in der der Priester und seine Söhne als Affen dargestellt sind. Laut Arnold von Salis hatte Tizian damit seinem Ärger über den „Laokoonrummel seiner Zeit“ Luft machen wollen. Auf El Grecos Bild deutet Erwin Walter Palm zwei weitere, zuvor als Apollon und Artemis interpretierte Figuren des Bildes als Adam und Eva. Mathias Mayer sieht in der christlichen Ikonographie vor allem bis in die Mitte des 16. Jahrhunderts eine allgemeine Verbindung von Laokoon mit der Adamsgestalt (und dem zweiten Adam: Jesus Christus) und interpretiert beide Geschichten unter anderem aufgrund der durch Schlangen verursachten Tode von beiden Personen als Sündenfälle. Mayer und Palm führen diese Verbindung von Laokoon mit Adams Gestalt auf die von Hygin und Euphorion bei Servius berichtete Geschichte des Heiratsverbotes zurück. Ganz anders deutet Ewald Maria Vetter die dargestellte Zweiergruppe: Die einen Apfel in der Hand haltende Figur sei nicht Adam, sondern Paris, der den Zankapfel der Eris hält; Palms Eva sei dann Helena. Außerdem sei El Grecos Bild nicht auf die Laokoon-Gruppe, sondern auf einen ähnlichen Kupferstich von Jean de Gourmont aus dem 16. Jahrhundert zurückzuführen, der wie El Grecos Bild besonders auf Trojas Untergang anzuspielen scheine. Auch aus der Zeit nach der Renaissance sind nur wenige von der Laokoon-Gruppe unabhängige Kunstwerke bekannt: Die Bronzegruppe von Adriaen de Vries (1626) und eine Zeichnung von Carl Bach (1796) weichen zudem nur in der Komposition von der gängigen Darstellung ab. Aubrey Beardsley erstellte 1886 neun Comic- und 19 Sketchzeichnungen zum zweiten Buch der Aeneis, darunter jeweils auch zwei zu Laokoon.

### Literarische Rezeption

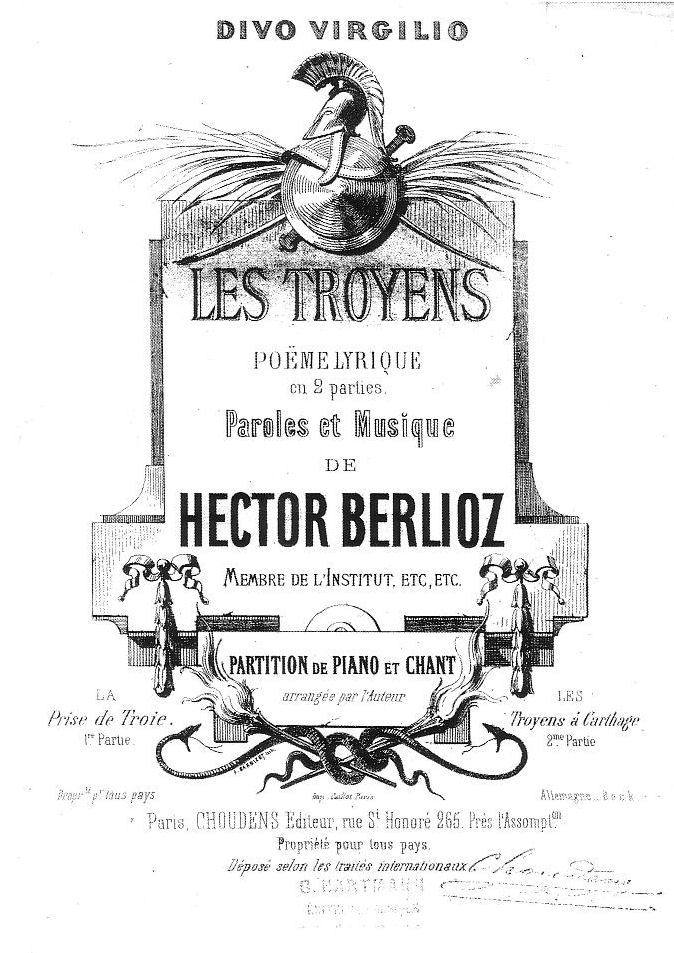
Plakat zur Premiere von Hector Berlioz’ Opernlibretto Les Troyens aus dem Jahre 1864, in der Laokoons Schicksal musikalisch gestaltet wird.

Der spätantike Autor Blossius Aemilius Dracontius (Ende 5. Jahrhundert n. Chr.) gestaltet in seinem Kurzepos De raptu Helenae (Über den Raub Helenas) seine Figur Helenus nach Laokoons Vorbild. Auch Helenus ist trojanischer Priester und warnt unter strukturellen Parallelen seine Landsleute vor dem Untergang der Stadt. Apollon straft hier die Trojaner, weil Laomedon nicht seine Schulden bei Apollon bezahlt hatte, wie dies auch im Laokoonmythos bei Nikander geschildert wurde (siehe oben). Er beschimpft dazu in einer Prophezeiung Kassandra und das Laokoonpendant Helenus. Sonst wird Laokoon bis zum Mittelalter nur als Beispiel für die griechische Deklination im Lateinischen bei mehreren spätantiken Grammatikern, bei Gregor von Tours in dessen Libri Miraculorum und in einem weiteren Epigramm der Anthologia Latina namentlich erwähnt. Simons sieht die Ursachen für die Nichterwähnung Laokoons trotz der beispielhaften Grausamkeit der Götter gegen ihn vor allem in der Beeinflussung der Trojageschichten durch die Werke von Dares Phrygius und Dictys Cretensis aus dem 4. und 5. Jahrhundert n. Chr. Diese sparten göttliche Eingriffe größtenteils aus, auch bei der Laokoonsage, die zuvor „ein Stück Allgemeingut“ war. Zudem, so Simons weiter, war die Überlieferung der Laokoonsage so vielfältig, dass die Autoren besonders vor dem Problem standen, mit welchem Gott, dem Laokoon geweiht war oder den er verärgert hatte, sie sich nun kritisch befassen sollten. Neptun war aufgrund seines weniger bedeutenden Wirkungsbereiches zudem wenig interessant für die christliche Kritik an heidnischen Göttern. Als dritten Grund gibt Simons an, dass Laokoons Tod als Symbol für den Fall Trojas durch Priamos’ Ende und Laokoons Warnungen durch die des Helenus (und der Kassandra) abgelöst wurden. Zudem sei die Geschichte für einen antiken Mythos zu untypisch, schwierig und sperrig. Vermutlich aus diesen Gründen ist die Rezeption der Laokoonsage im Mittelalter in der Forschung nicht umfangreich bearbeitet. Nur selten wird auf einige wenige Werke verwiesen, die sich dann vorwiegend an Vergils Darstellung des Mythos orientierten, darunter im 12./13. Jahrhundert sehr kurz die Trójumanna Saga Kapitel 34, in der Laokoon aber nicht namentlich erwähnt wird. Giovanni Boccaccio hat im 14. Jahrhundert Laokoon als 55. Sohn von Priamus ins IV. Buch seiner Genealogia deorum gentilium (1350–1367) aufgenommen.
Im byzantinischen Mittelalter des 12. Jahrhunderts beschäftigte sich der Gelehrte Johannes Tzetzes mit dem Laokoonmythos, erwähnt in seinem griechischsprachigen Epos Posthomerica Laokoon aber nur sehr kurz: Dort stößt dieser als einziger mit einem Speer in das hölzerne Pferd. Ein Sohn stirbt dann unter Schlangenbissen. In seinem Scholion (Schulkommentar) zu Lykophrons Drama Alexandra (2. Jahrhundert v. Chr.) deutet er die „Inseln des kinderverschlingenden Porkes“ als die Kalydnainseln. Von diesen seien die Schlangen Porkes und Chariboia gekommen und hätten nach einer antiken Lesart die beiden Söhne Laokoons am Altar des Apollon Thymbraios, nach einer anderen Überlieferung nur einen Sohn ohne Erwähnung des Altares getötet. Nach Engelmann/Höfer geschah der Angriff, weil nicht Laokoon selbst, sondern ein Sohn das Pferd angegriffen hatte, was er mit einem Scholion zu Ovids nur fragmentarisch erhaltenem Ibis zu belegen versucht, nach dem die Tat von Laokoon oder T(h)eron ausgeführt wurde. Engelmann/Höfer vermuten in „T(h)eron“ eine alternative Schreibung zu Servius’ „Ethron“, einen von Laokoons Söhnen. Robert sieht in der Tatsache, dass nur die Söhne Laokoons sterben, er selbst aber nicht, einen Verweis auf Dionysios’ Anmerkung zur Sophoklestragödie. Foerster schließlich bezweifelt, dass „kinderverschlingend“ sich zwingend auf die Laokoongeschichte beziehen müsse. Auch scheine sich das Lykophronscholion eher auf Bakchylides als auf Sophokles zu beziehen. Zudem sei laut Foerster das Scholion zu Lykophron der erste echte Beleg, dass nur die Söhne bestraft würden. Bei Quintus, der sich dann auf Lykophron bezogen haben könnte, wurde auch Laokoon geblendet und bei Vergil laut Maurach mindestens als Priester entehrt, wenn nicht nach anderen Interpreten sogar getötet.
Im westlichen Mittelalter hingegen geriet die Laokoongeschichte fast vollständig in Vergessenheit, da auch bildliche Zeugnisse wie die Laokoon-Gruppe verschwunden waren. Ein Gedicht von Jacopo Sadoleto, das direkt nach Auffinden der Gruppe im Jahre 1506 entstanden ist, beschreibt dieses Kunstwerk mit dem Vokabular, das Vergil für seine Darstellung des Mythos verwendete. Es wurde umgehend vom Lateinexperten dieser Zeit, seinem Freund Pietro Bembo, in höchsten Tönen gelobt und beeinflusste nachfolgende Laokoondichtungen stark. In der Neuzeit verfassten die Autoren James Thomson („The Laocoön“, 1735f.), Johann Gottfried Herder („Laokoon’s Haupte“, circa 1770–1772), Paolo Costa („Il Laocoonte“, 1825), Domenico Milelli („Laocoonte“, 1899), Erik Lindegren („Gipsavgjutning“, 1954), Donald Hall („Laocoön“, vor 1957), Ștefan Augustin Doinaș („Seminția lui Laocoon“, 1967) und Gunnar Ekelöf („Laocoön“, 1967) zum Teil von der Laokoon-Gruppe unabhängige Gedichte. Auch im Theater wurde der Laokoonmythos rezipiert – Georg Christian Braun veröffentlichte 1824 eine Quintus von Smyrnas Laokoondarstellung nahe Tragödie. Ernst Proschek („Laocoön“, 1919) und Eduard Maydolf („Laokoon. Einaktiges Trauerspiel“, 1925) verfassten im 20. Jahrhundert Dramen zum Stoff der Laokoonsage. Die sonstige von der Laokoon-Gruppe abhängige Literatur wird in deren Artikel behandelt, die sonstige Sekundärliteratur zu den einzelnen Laokoon-Darstellungen in den jeweiligen Abschnitten dieses Artikels.

### Musik
In der Musik wurde das Laokoonmotiv nicht oft verarbeitet, eine Ursache dafür könnte das in der Laokoon-Geschichte fehlende, sonst aber in der Oper übliche Happy End sein, so der Klassische Philologe Klaus-Dietrich Koch. Eine Opera seria namens „Laconte/Laocoonte“ wurde von Pietro Alessandro Guglielmi nach dem Libretto von Giuseppe Pagliuca am 30. Mai 1787 in Neapel uraufgeführt.
Der französische Komponist Hector Berlioz schrieb zwischen 1856 und 1864 die Oper Les Troyens in zwei Teilen nach einem selbstverfassten Libretto. Der zweite Teil (3.–5. Akt) wurde 1863 im Théâtre-Lyrique (Paris) uraufgeführt, der erste Teil erst nach Berlioz’ Tod. Das Werk verarbeitet vor allem das zweite und vierte Buch der Aeneis. Laokoon tritt zwar nicht selbst auf, Aeneas berichtet aber in seinem ersten Auftritt, nachdem er – so wie Laokoon in der Aeneis – von der Burg herabgeeilt kam, von dessen Speerstoß gegen das Trojanische Pferd und seinem Tod durch die Schlangen. Das Opfer an Neptun und den Tod der Söhne lässt Berlioz hingegen aus. Als Grund für das Auslassen einer eigenständigen Laokoonszene gibt der Musikwissenschaftler Klaus Heinrich Kohrs unter anderem dessen frühen Tod in der Aeneis an. Laut Koch spart Berlioz damit eine schon früh verschwindende Person ein. Auch kann die Szene auf der Bühne kaum angemessen dargestellt werden. Der Botenbericht, wie ihn Aeneas in Les Troyens gibt, stellt laut Koch und Kohrs eine sinnvolle Möglichkeit dar, dennoch das symbolhafte Unglück Laokoons zu behandeln. Seine alles überschauende Erzählerrolle wie in Vergils Aeneis muss er dafür allerdings aufgeben. Die musikalische Qualität des Stückes beschreibt Koch wie folgt: „14 z. T. ungewöhnlich lange Textzeilen in knapp einer Minute musikalisch hervorgebracht; die Stimmführung, in abwechselnd ganz kleinen und sehr großen Intervallen die Tenorstimmskala völlig ausschöpfend; charakterisierende, manchmal illustrative Orchestrierung; harmonische Vorgänge, die nicht leicht nachzuvollziehen sind: ein Stück, das gewiß ohne Vorbild und schwer zu klassifizieren ist.“ (Koch (1990) S. 138). An Laokoons Stelle als Warner der Trojaner tritt die in Vergils Aeneis nur kurz auftretende Kassandra, die zugleich ein Gegenstück zu Dido bildet. Die musikalische Darstellung dieser Szene beurteilt Koch so: „Man kann diese von fis-Moll aus kraß modulierende, rhythmisch stark gegliederte, zerrissen wirkende Gesangslinie völlig konträr werten: Zweifellos symbolisiert das Bizarre der Melodik und Harmonik treffend den tiefen Schock, den die Personen erlitten haben, und diese Musik wirkt auf uns »moderner« als alles Gleichzeitige (außer Wagners Tristan); andererseits kann man aber auch den Eindruck gewinnen, die Tonfolgen seien verwinkelt, willkürlich und gleichsam unlogisch – eine inspirationsferne Art Reißbrettmelodik und -harmonik.“ (Koch (1990) S. 140). Da man aber auch Kassandra nicht glaubt, interpretieren die zunächst erschrockenen Trojaner Laokoons Tod als Mahnung, das Trojanische Pferd in die Stadt zu ziehen. Sie beklagen dabei Laokoon als schreckliches Opfer des Gotteszornes. Er sei damit, so Andrée Thill, für Berlioz eine „heilige Figur“.

### Sonstige Rezeption
Der am 7. November 1978 entdeckte Jupiter-Trojaner-Asteroid (3240) Laocoon ist nach Laokoon benannt.